# Máscaras faciais durante a pandemia da COVID-19 nos Estados Unidos

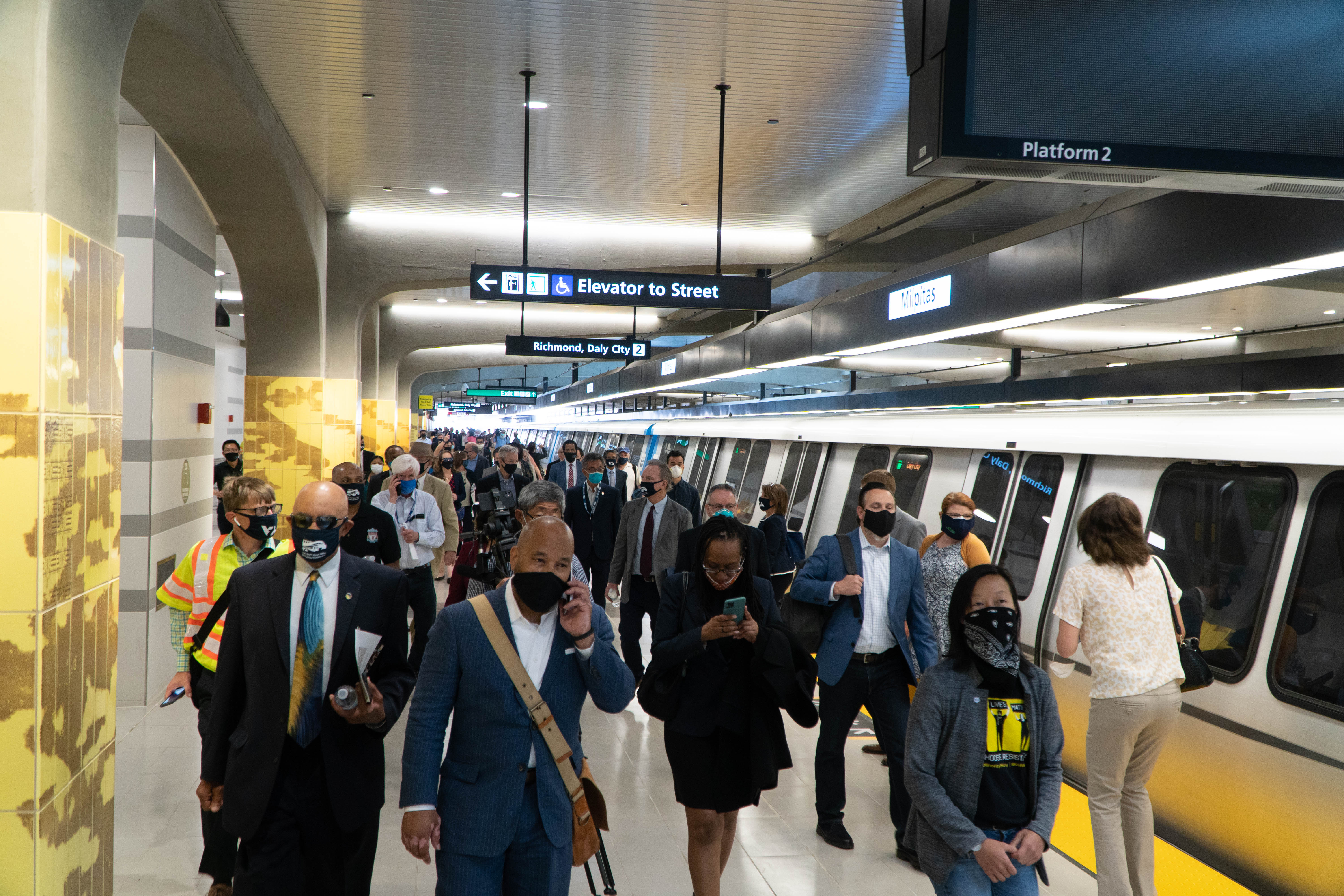
Uma multidão de passageiros do Bay Area Rapid Transit em junho de 2020, seguindo as diretrizes da CDC sobre uso de máscaras no Milpitas station, em Milpitas, California.

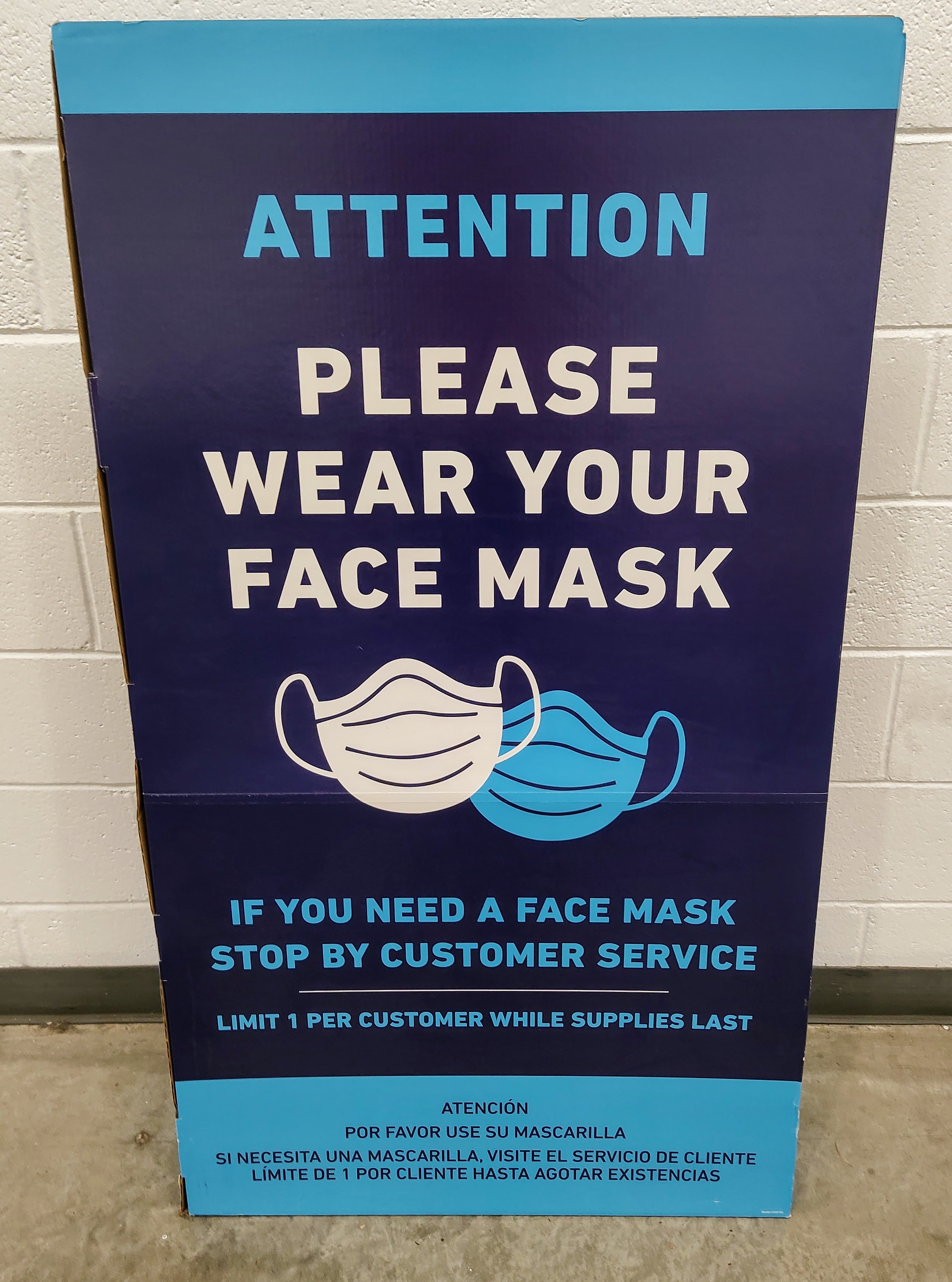
Uma placa oferecendo máscaras faciais gratuitas em um varejista nos Estados Unidos

O uso de máscaras não médicas [en] em público para reduzir a transmissão do COVID-19 nos Estados Unidos foi recomendado pela primeira vez pelo CDC em 3 de abril de 2020, como complemento à higiene e ao distanciamento social. Durante toda a pandemia, diversos estados, condados e municípios emitiram decretos de saúde exigindo o uso de coberturas faciais não médicas — como máscaras de tecido — em locais e estabelecimentos de acesso público, especialmente quando o distanciamento físico não era possível.
Autoridades federais inicialmente desencorajaram o público geral de usar máscaras para proteção contra a COVID-19. No início de abril, essa orientação foi revertida, passando a recomendar o uso de máscaras pela população geral, especialmente por parte de portador assintomáticos [en], para reduzir a transmissão. Especialistas em saúde pública, como Larry Gostin, afirmaram que essa recomendação poderia ter sido feita mais cedo, e outros observaram que a orientação do governo dos Estados Unidos atrasou significativamente em relação às recomendações de países do leste asiático, provavelmente agravando a escala da pandemia no país.
O presidente Donald Trump resistiu amplamente ao uso de máscaras em aparições públicas na mídia, e não exigiu seu uso em seus eventos de campanha durante a eleição de 2020. Após um breve incentivo ao uso de máscaras em meados de julho, Trump seguiu realizando eventos de campanha (como a Convenção Nacional Republicana de 2020) com uso reduzido de máscaras, e chegou a zombar publicamente de Joe Biden por usar máscaras em aparições públicas. Após Joe Biden tomar posse em janeiro de 2021, uma de suas primeiras ordens executivas incluiu a obrigatoriedade do uso de máscaras em sistemas de transporte público e um reforço das medidas de saúde nos imóveis federais, incluindo o uso de máscaras.
Em abril e maio de 2021, com o avanço do programa de vacinação [en] no país, o Centers for Disease Control and Prevention (CDC) emitiu sucessivas recomendações afirmando que pessoas totalmente vacinadas não precisavam usar máscaras ou manter distanciamento em público. A medida recebeu reações diversas, com críticos apontando que ela se baseava em um sistema de “honra” e poderia ter sido prematura, dado o progresso da vacinação naquela época. Em julho, devido ao aumento de casos causado principalmente pela variante mais transmissível do Delta, o CDC voltou a recomendar o uso de máscaras faciais por qualquer pessoa em espaços públicos fechados, caso houvesse "transmissão substancial ou alta" localmente. O mandato do CDC para transporte público foi estendido até 2022, diante da ameaça da variante Ômicron. No final de fevereiro de 2022, o CDC ajustou seus critérios para "transmissão substancial e alta", considerando fatores mitigadores, e afirmou que máscaras não eram necessárias em cerca de 70 % do país. Em abril de 2022, quase todos os mandatos estaduais de uso de máscara foram revogados, e o mandato do CDC para aviões e transporte público foi considerado ilegal por decisão judicial.
As exigências de uso de máscara tornaram-se um tema divisório, com atitudes frequentemente alinhadas ao espectro político. Estados governados por republicanos foram, inicialmente, menos propensos a impor exigências de uso de máscaras do que os liderados por democratas. Vários estados, incluindo Arizona, Geórgia e Texas, tomaram medidas para bloquear decretos locais exigindo máscaras, mas depois flexibilizaram suas posições para controlar surtos locais.

## Linha do tempo

### 2020

#### Recomendações iniciais
No início, o governo norte-americano não recomendava o uso de máscaras pelo público geral fora de ambientes médicos, com o intuito de evitar a escassez de EPI médico para profissionais que tratavam pacientes com COVID-19. Em fevereiro de 2020, o Circurgião-geral Jerome Adams afirmou que a higiene adequada e a vacinação contra a gripe eram ações preventivas recomendadas e declarou no Twitter que as máscaras deveriam ser poupadas para profissionais da saúde, não sendo "EFICAZES em impedir que o público em geral contraia o coronavírus". O diretor do CDC, Robert R. Redfield, também declarou que pessoas saudáveis não precisavam usar máscaras.
Em entrevista à 60 Minutes em 8 de março, o diretor do Instituto Nacional de Alergia e Doenças Infecciosas (NIAID), Anthony Fauci, afirmou que, durante um surto, "usar uma máscara pode fazer as pessoas se sentirem um pouco melhor e até bloquear uma gotícula, mas não oferece a proteção perfeita que pensam." Ele novamente ressaltou a necessidade de conservar os suprimentos de EPI para profissionais da saúde e pacientes.
No final de março de 2020, o CDC recomendou o uso de máscaras apenas por pessoas doentes ou que cuidavam de alguém que não podia usar máscara, desencorajando o uso por indivíduos saudáveis. Essa orientação estava alinhada à da OMS na época.

#### Recomendações para reduzir a transmissão
No final de março, alguns agentes governamentais passaram a enfatizar o uso de máscaras para evitar a transmissão, em vez de proteger o usuário – o ex-comissário da FDA, Scott Gottlieb, afirmou que máscaras seriam "mais eficazes" se amplamente utilizadas, citando Hong Kong e Coreia do Sul como exemplos.
Em 30 de março de 2020, o diretor do CDC, Robert R. Redfield, afirmou que a agência estava avaliando dados sobre o uso de máscaras pelo público geral. No dia seguinte, o presidente Donald Trump sugeriu no briefing da Força-Tarefa da Casa Branca para o coronavírus [en] que lenços ou "outra coisa" poderiam servir como cobertura facial. A coordenadora de resposta à COVID-19, Deborah Birx, afirmou que a força-tarefa estava discutindo a inclusão de máscaras em seu guia.
Em 3 de abril de 2020, o CDC recomendou o uso de coberturas faciais não médicas em público, especialmente onde o distanciamento social fosse difícil — como em supermercados e farmácias — principalmente em áreas com transmissão comunitária significativa. O CDC também publicou tutoriais para confeccionar máscaras não médicas com camiseta e elásticos, sem costura.
Ao ser questionado pela NPR sobre essa reversão de posicionamento, o CDC citou estudos de fevereiro e março que indicavam transmissão pré-sintomática e assintomática, além de relatórios de países asiáticos sobre eficácia das coberturas faciais nesse contexto. O professor Larry Gostin afirmou que o CDC poderia ter alterado sua orientação antes; mantendo a recomendação inicial ao longo de março, a agência transmitiu a impressão de que o uso generalizado de máscaras era ineficaz, mesmo com evidências científicas contrárias já disponíveis. Essa recomendação inicial comprometeu a credibilidade da agência.
Em entrevista à CNN em 27 de maio, Fauci incentivou o uso de máscaras em público como um sinal de “respeito” pelos outros, afirmando que ele mesmo as usava — “porque quero me proteger, proteger os outros e também porque quero que isso seja um símbolo para que as pessoas vejam que é algo que se deve fazer.”. Em 5 de junho, durante os protestos em todo o país contra o assassinato de George Floyd, Fauci alertou que pessoas sem máscaras em multidões poderiam “propagar ainda mais a disseminação da infecção”.

#### Minimização pela administração Trump
Após a mudança da orientação do CDC, o presidente Donald Trump passou a minimizar o uso de máscaras publicamente; durante um briefing em 3 de abril, destacou que a nova recomendação era voluntária e que ele próprio não a seguiria. Quando questionado por repórter, explicou que, “de certa forma, sentado no Salão Oval atrás da linda mesa Resolute, a grande mesa Resolute, usar máscara para cumprimentar presidentes, primeiros-ministros, ditadores, reis, rainhas... simplesmente não vejo para mim.”.

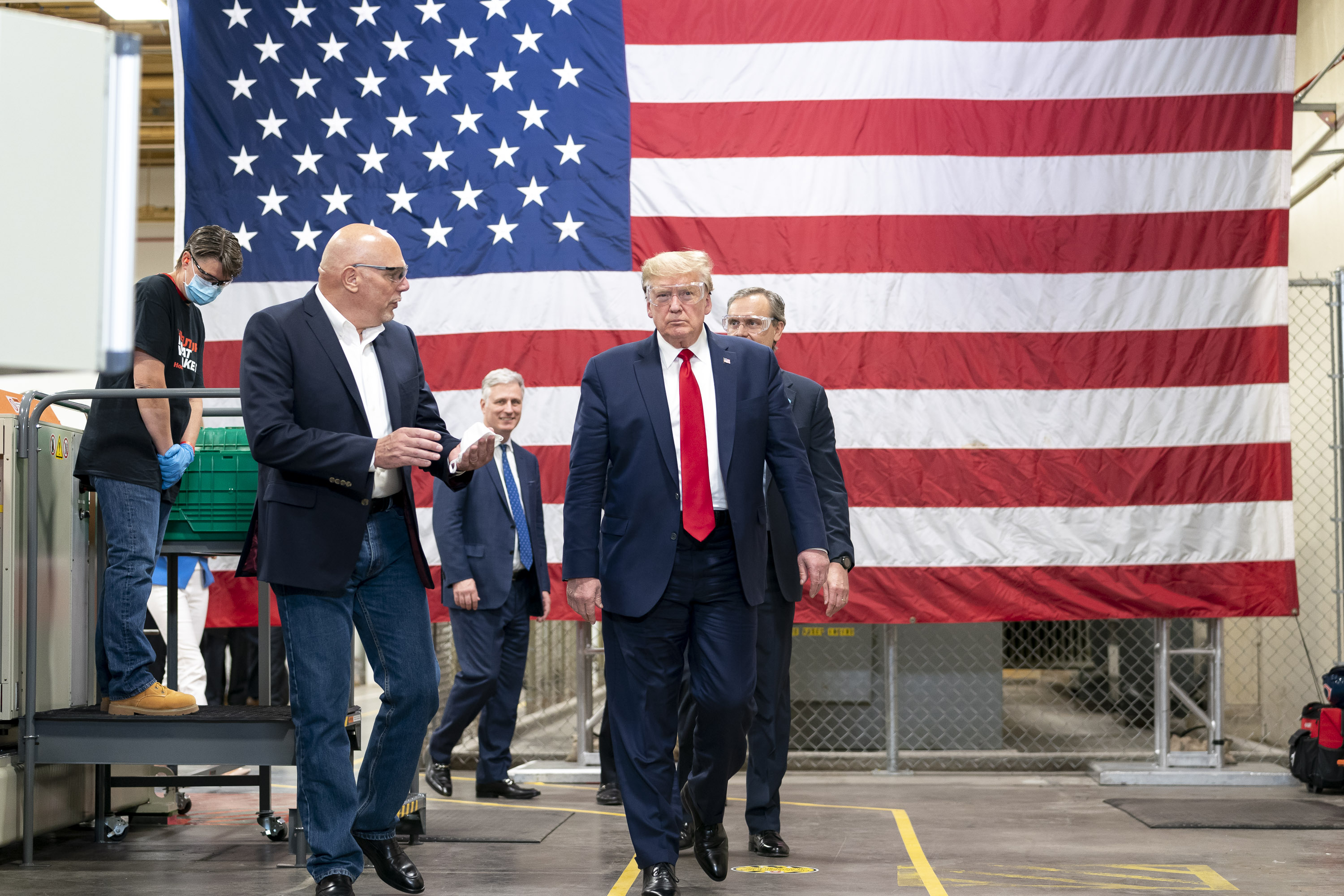
O presidente Donald Trump visitando uma fábrica de máscaras da Honeywell em maio de 2020; Trump não usou máscara publicamente nesse evento de mídia.

Trump e o vice-presidente Mike Pence evitaram ser vistos usando máscaras em eventos da mídia, como a visita de Pence à Mayo Clinic em 28 de abril e a visita de Trump à fábrica da Honeywell. Após ser criticado por violar as políticas da Mayo Clinic, que exigiam máscaras, Pence explicou que era regularmente testado negativamente para COVID-19 e que "achei que seria uma boa oportunidade para estar aqui, falar com esses pesquisadores, com esse pessoal incrível de saúde e olhar nos olhos e dizer 'obrigado'.".
Em 17 de setembro de 2020, o Washington Post publicou um relatório com documentos do Serviço Postal dos Estados Unidos obtidos via a Lei de Liberdade de Informação [en], incluindo um rascunho de comunicado de imprensa datado de abril de 2020, que anunciava o plano de distribuir 650 milhões de máscaras reutilizáveis em pacotes com cinco unidades para cada residência nos Estados Unidos (começando por áreas consideradas hot spots na época, como Nova York e partes da Louisiana e Washington). Um alto funcionário, em anonimato, afirmou ao jornal que o programa foi cancelado devido a "preocupações de alguns no Conselho de Política Doméstica [en] da Casa Branca e no escritório do vice-presidente de que esse recebimento de máscaras pelas residências pudesse gerar preocupação ou pânico.".
Durante visita a uma fábrica de ventiladores em 30 de abril, Pence foi visto usando máscara. Em visita a uma planta da Ford Motor Company em Ypsilanti, Michigan, em 21 de maio, Trump usou uma máscara de tecido com o selo presidencial, mas a retirou antes de aparecer diante da mídia, explicando que não queria proporcionar "o prazer" de vê-lo usando uma. A procuradora-geral de Michigan, Dana Nessel, emitiu um aviso à Ford por violar decretos de saúde estaduais. Em entrevista à CNN, Nessel classificou Trump como uma "criança petulante que se recusa a seguir as regras", sugerindo que ele não respeitava a segurança de seus eleitores o suficiente para realizar "uma tarefa muito simples, indolor e fácil de usar máscara quando lhe era fornecida uma.". No Twitter, Trump acusou Nessel de "destilar sua raiva e estupidez contra a Ford", insinuando que “eles poderiam ficar zangados com você e sair do estado, como tantas outras empresas fizeram — até que eu apareci e trouxe os negócios de volta para Michigan.”

##### Críticas de Trump a Joe Biden
Após o ex-vice-presidente e provável candidato presidencial democrata à eleição presidencial de 2020, Joe Biden, usar uma máscara preta e óculos escuros durante uma cerimônia do Memorial Day (sua primeira aparição pública significativa em dois meses), Trump compartilhou no Twitter uma postagem do comentarista da Fox News, Brit Hume, que ridicularizava o traje com a legenda: "Isso pode ajudar a explicar por que Trump não gosta de usar máscara em público." No dia seguinte, Biden criticou Trump por compartilhar o post e por ser um mau exemplo para o público americano. Ele argumentou que "presidentes devem liderar, não se envolver em loucuras e ser falsamente masculinos." Durante outra aparição pública, Trump descreveu a atitude de Biden como "incomum", pois "ele estava do lado de fora com sua esposa, condições perfeitas, clima perfeito." Acrescentou: "Achei que estava tudo bem. Não estava criticando ele de jeito nenhum. Por que eu faria uma coisa dessas?" Após um repórter se recusar a retirar a máscara por estar abafando a voz, Trump acusou-o de "[querer] ser politicamente correta."
Em entrevista de junho de 2020 ao The Wall Street Journal, Trump afirmou que algumas pessoas estavam usando máscaras para "demonstrar desaprovação", e comentou sobre o uso de máscara por Biden: "É como se ele colocasse uma mochila sobre o rosto. Ele provavelmente gosta assim. Ele se sente bem assim porque realmente se sente. Ele parece se sentir bem com uma máscara, sabe, se sente melhor do que sem ela, o que é uma situação estranha."

##### Eventos de campanha presenciais
Trump retomou seus eventos de campanha pública para a campanha de reeleição de 2020 em meados de junho de 2020, iniciando com comício em Tulsa, Oklahoma, em 20 de junho. O uso de máscara era opcional e a maioria dos participantes não a utilizava, tampouco havia distanciamento social.
Em 23 de junho, Trump participou de evento do Students for Trump em Phoenix, Arizona, apesar do estado ter se tornado um grande epicentro de casos. Phoenix havia implementado uma norma sanitária exigindo o uso de máscaras em público; a prefeita Kate Gallego declarou que a cidade "[não] se concentraria na aplicação da lei durante o comício." Os organizadores do megachurch onde o evento ocorreu anunciaram a instalação de um sistema de purificação de ar com íons que supostamente "mata 99,9% do vírus", eficácia contestada pela mídia. Novamente, a maioria dos presentes não usava máscara.
Em 3 de julho, Trump participou de evento de fogos de artifício no Monte Rushmore, na Dakota do Sul — estado conhecido por uma abordagem laissez-faire durante a pandemia —, onde o uso de máscara era opcional e não havia distanciamento social.
Em contraste, a campanha de Biden adotou comícios mais discretos, com modelo “drive-in”, distanciamento social e uso de máscara.

#### Breve mudança de postura
Em 26 de junho, durante reunião da task force do coronavírus, em meio à retomada dos casos na Califórnia e em estados do Sul, a maioria dos participantes usou máscara quando não estavam no púlpito. No entanto, Pence não usou, nem mencionou o uso de máscara ou distanciamento social ao recapitular orientações de higiene do governo. Em 28 de junho, em entrevista ao programa This Week, a presidente da Câmara, Nancy Pelosi, afirmou que "o presidente deve ser um exemplo. Homens de verdade usam máscaras."
Em 1º de julho, em entrevista à Fox Business, Trump afirmou que era “totalmente a favor das máscaras", mas questionou um mandato nacional, dizendo que deveria caber aos governadores; afirmou não ver problema em usar máscara em locais onde não se poderia ficar a 3 metros de distância — “mas geralmente não estou nessa posição e todos estão testados”. Em 5 de julho, o chefe de gabinete, Mark Meadows, declarou que um mandato nacional "não está na ordem", já que devem ser usados localmente quando não se pode distanciar.

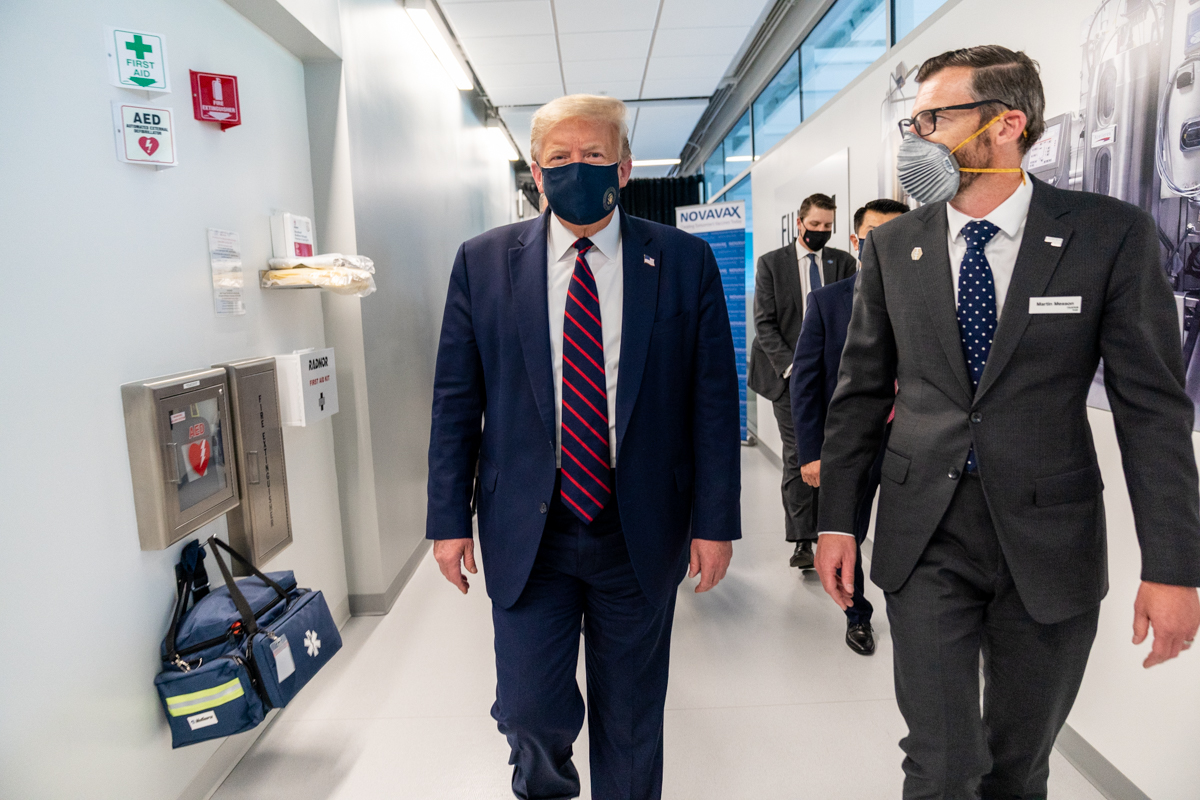
O presidente Trump usando máscara durante visita ao Bioprocess Innovation Center no final de julho de 2020

Um evento da campanha de Trump em New Hampshire, originalmente programado para 11 de julho ao ar livre, passou a listar o uso de máscara como "fortemente encorajado" (embora posteriormente tenha sido adiado devido à Tempestade Tropical Fay). Em 11 de julho, Trump usou publicamente uma máscara pela primeira vez ao visitar militares no Centro Médico Militar Walter Reed; antes, disse a Sean Hannity que "é bom usar máscara se isso te faz sentir confortável" e comentou que em hospitais era esperado o uso.
Em 14 de julho, a primeira-dama Melania compartilhou foto sua com máscara nas redes sociais, pedindo que seus seguidores sigam diretrizes do CDC, pois “quanto mais precauções tomarmos agora, mais saudável e seguro será o país no outono." Em entrevista à CBS News no mesmo dia, Trump afirmou que “se for necessário, eu pediria [aos americanos] que usassem máscara e seguiriam as orientações."
Em entrevista ao Fox News Sunday em 19 de julho, Trump declarou ser "crente" em máscaras, mas que não criaria um mandato federal, pois "quero que as pessoas tenham uma certa liberdade". Discordou do diretor do CDC, Redfield, que afirmara que o uso nacional de máscaras poderia controlar a epidemia em semanas, acusando autoridades de saúde federal de terem sido inconsistentes em suas orientações.
Em 20 de julho, Trump publicou uma foto sua usando máscara no Twitter com a legenda: "Estamos unidos em nosso esforço para derrotar o vírus invisível da China, e muitas pessoas dizem que é patriótico usar máscara facial quando não é possível manter o distanciamento social. Não há ninguém mais patriota do que eu, seu presidente favorito!" No dia seguinte, durante coletiva, Trump voltou a incentivar o uso de máscaras pelos americanos, afirmando que "quer você goste ou não da máscara, elas têm um impacto." Foi noticiado que conselheiros de Trump recomendaram essa mudança para recuperar aprovação pública em sua condução da pandemia.

#### Continuação da minimização pela administração Trump
Durante a Convenção Nacional Republicana de 2020, os discursos foram realizados no Jardim Sul da Casa Branca. Um público de 1 500 convidados assistiu ao discurso final de aceitação, sem uso de máscaras ou distanciamento social. Ao ser questionado pela CNN sobre a multidão, um funcionário disse que "todo mundo vai pegar isso eventualmente." Embora normas de saúde de Washington D.C. proibissem aglomerações com mais de 50 pessoas, isso não se aplica a propriedades federais. Em comício de campanha em 3 de setembro, em Latrobe, Pennsylvania, Trump continuou zombando de Biden por usar máscara, sugerindo que isso lhe dava uma “sensação de segurança”, mas que “se eu fosse psiquiatra, diria que esse cara tem sérios problemas.” Perguntou ao público: “vocês já viram um homem que gosta tanto de máscara quanto ele?”
Em 21 de setembro de 2020, William Crews, servidor de assuntos públicos no Instituto Nacional de Alergia e Doenças Infecciosas (NIAID), renunciou após reportagem do The Daily Beast identificar-o como editor falso do site conservador RedState. Ele havia escrito posts disseminando desinformação sobre a COVID-19 e criticando máscaras, argumentando que eram "declaração política", e referindo-se a Anthony Fauci como "nazista das máscaras".

#### Surto na Casa Branca e consequências

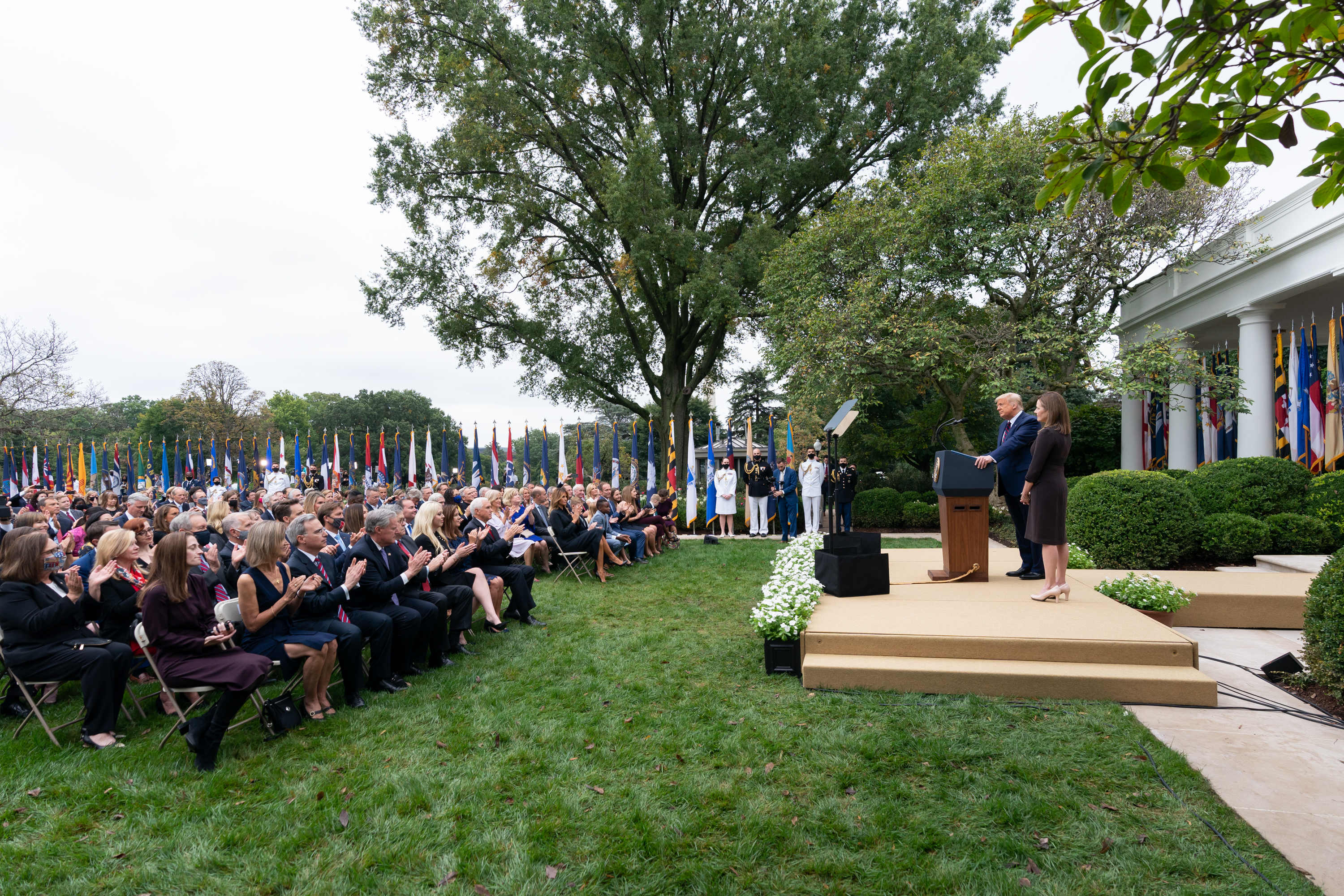
Trump discursando no Rose Garden da Casa Branca em 26 de setembro de 2020 para anunciar a nomeação de Amy Coney Barrett para a Suprema Corte

Em 26 de setembro de 2020, Trump realizou uma cerimônia ao ar livre no Jardim das Rosas da Casa Branca para anunciar Amy Coney Barrett como sua nomeada à vaga da Suprema Corte deixada após a morte de Ruth Bader Ginsburg. Observou-se ausência de distanciamento social e muitos dos aproximadamente 150 participantes, incluindo altos oficiais, não usavam máscaras. O Secretário de Saúde Alex Azar foi exceção, mas também retirou sua máscara e interagiu fisicamente com outros ao sair. O HHS afirmou que Azar e seus contatos haviam testado negativo antes do evento. Também ocorreram duas recepções internas.
Apesar de um porta-voz afirmar que todos perto de Trump haviam sido testados, convidados da Notre Dame — sentados na primeira fila — relataram não ter sido testados nem informados que isso era obrigatório. A Casa Branca afirmou ainda que quem testasse negativo não precisava usar máscara.
Em 30 de setembro, a conselheira sênior Hope Hicks, que havia viajado com Trump, testou positivo para COVID-19, mas o caso só foi divulgado à noite, numa entrevista concedida por Trump ao Fox News's Hannity. Durante essa entrevista, Trump afirmou que ele e Melania haviam acabado de fazer testes. Algumas horas depois, ele declarou via Twitter que ambos haviam testado positivo.
Até 2 de outubro, pelo menos sete presentes no evento testaram positivo, incluindo os senadores Mike Lee e Thom Tillis, o ex-governador Chris Christie, a ex-conselheira Kellyanne Conway, o reitor da Notre Dame John I. Jenkins (que depois se desculpou por não usar máscara) e um jornalista não identificado. O evento foi amplamente considerado pela mídia e autoridades locais como um superpropagador por falta de precauções. O médico infectologista Robert L. Murphy afirmou que o uso generalizado de máscaras e distanciamento poderia ter evitado o surto.

#### Debates presidenciais e encontros públicos
No primeiro debate presidencial em 29 de setembro, a primeira-dama Melania e familiares de Trump foram vistos retirando máscaras após se acomodarem na plateia, desrespeitando protocolos da Cleveland Clinic que exigiam o uso de máscara por todos (exceto candidatos e moderador). Durante o debate, Trump zombou novamente de Biden por usar máscara: "Eu não uso máscara como ele. Sempre que você o vê, ele está usando uma máscara... a maior máscara que eu já vi." O moderador Chris Wallace disse depois que Trump e sua equipe não foram testados antes do debate em Cleveland por terem chegado atrasados, sendo admitidos sob um "sistema de honra".
Em uma reunião pública realizada pela NBC News em outubro de 2020, Trump alegou incorretamente que estudo do CDC mostrava que 85% dos que usavam máscaras ainda contraíram COVID-19. Na verdade, cerca de 70% dos positivos e negativos afirmavam sempre usar máscaras, mas os positivos haviam se envolvido em atividades de maior risco. Essa interpretação equivocada foi promovida por postagens em redes sociais e pelo comentarista Tucker Carlson.
Em comício de 29 de outubro, Trump afirmou: "Se você chegar perto, use uma máscara. 'Ah, isso é controverso.' Para mim, não é controverso."

### 2021

#### Transição para a administração Biden

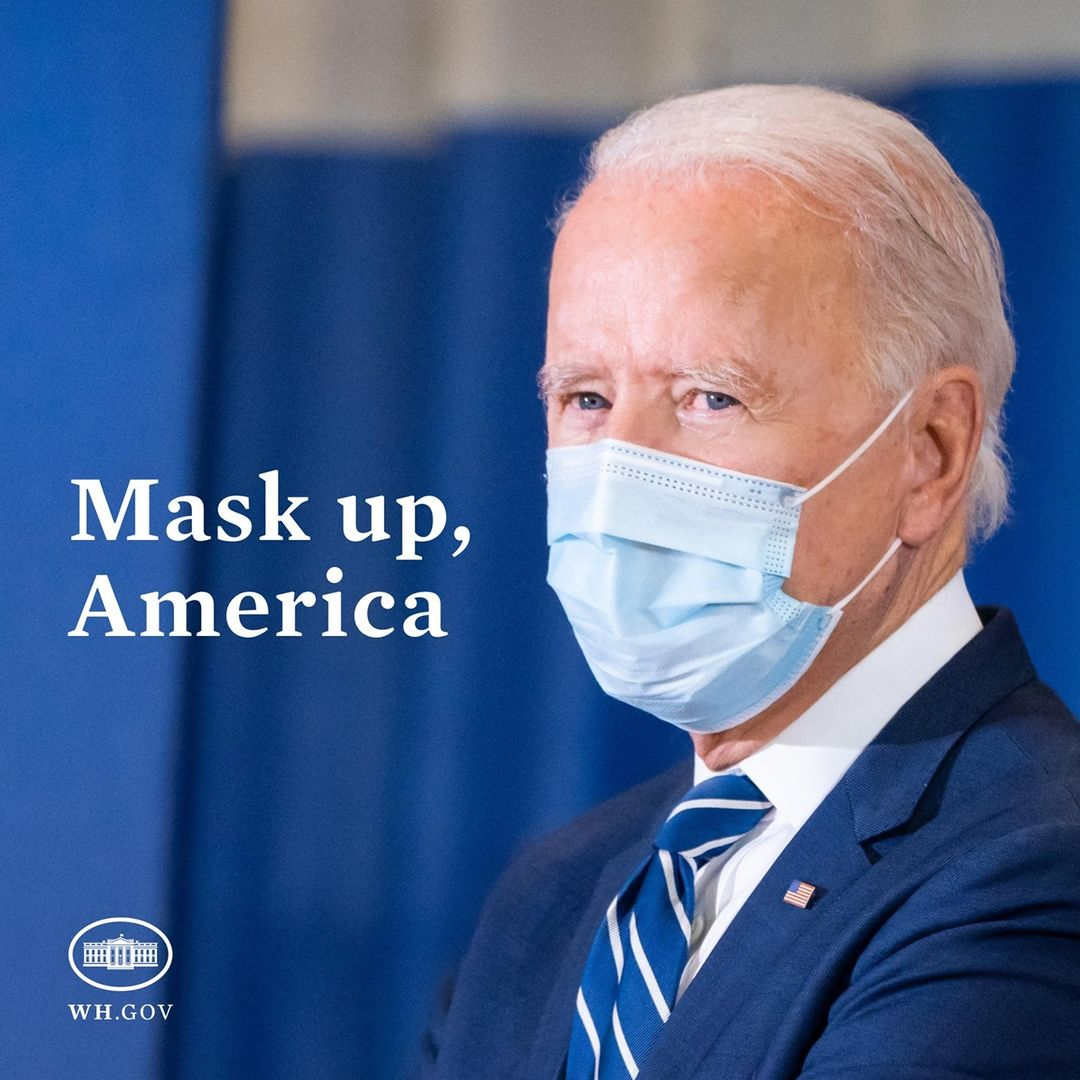
Postagem da administração Biden nas redes sociais promovendo ordens executivas sobre protocolos da COVID-19 em propriedades federais

Em 20 de janeiro de 2021, um dos primeiros atos do presidente Joe Biden após sua posse foi assinar a Decreto Presidencial 13991, que exige a aplicação imediata das diretrizes do CDC sobre uso de máscaras, distanciamento e outras medidas sanitárias por visitantes e funcionários em áreas federais. Também instruiu o secretário de Saúde a "engajar" lideranças políticas para ampliar o cumprimento dessas normas.
No dia seguinte, Biden assinou nova ordem executiva exigindo o uso de máscaras em todos os meios de transporte público (avião, trem, ônibus, navio e aeroportos). Em 30 de abril, a TSA estendeu essa exigência até 13 de setembro.

#### Orientações para pessoas vacinadas
Em 27 de abril de 2021, Biden e o CDC anunciaram novas recomendações, indicando que pessoas totalmente vacinadas não precisam usar máscaras em pequenos encontros ao ar livre, mas devem continuar a usá-las em grandes eventos exteriores e evitar grandes reuniões internas.
Em 11 de maio, a diretora do CDC, Rochelle Walensky — nomeada na administração Biden — afirmou ao Comitê do Senado de Saúde que o público deve "manter medidas de saúde pública que sabemos prevenir a propagação do vírus" enquanto houver transmissão comunitária.

#### CDC retira recomendação de máscaras para pessoas totalmente vacinadas
Em 13 de maio de 2021, o Centro de Controle e Prevenção de Doenças (CDC) dos Estados Unidos anunciou novas diretrizes, declarando que indivíduos totalmente vacinados não precisam usar máscaras ou praticar distanciamento social, salvo quando exigido por ordens de saúde pública ou por entidades privadas, como em todos os meios de transporte público e em locais onde os mandatos ainda vigoram. Durante uma coletiva sobre a mudança, o presidente Joe Biden destacou que o país ainda precisava trabalhar para alcançar a meta de vacinar pelo menos 70% da população adulta com ao menos uma dose até o Dia da Independência. Ele afirmou que os totalmente vacinados "conquistaram o direito de fazer algo pelo qual os americanos são conhecidos mundialmente — cumprimentar os outros com um sorriso". Biden também pediu que os americanos respeitassem a decisão de quem optasse por continuar usando máscaras, dizendo: "Tivemos muito conflito, muita amargura, muita raiva e muita politização sobre o uso de máscaras. Vamos deixar isso de lado."
A Casa Branca e outros departamentos federais começaram a implementar as novas diretrizes para seus funcionários nos dias seguintes. O caráter abrupto do anúncio surpreendeu muitas autoridades de saúde estaduais e locais, bem como alguns funcionários federais. Com base nas novas diretrizes, vários estados permitiram que seus mandatos de uso de máscaras expirassem, enquanto redes como Costco e Walmart anunciaram que, onde permitido, isentariam indivíduos vacinados de seus mandatos corporativos de uso de máscaras.
As novas diretrizes enfrentaram críticas por serem prematuras e dependerem amplamente de um sistema de honra, já que seria difícil verificar se alguém estava totalmente vacinado sem documentação. Naquela altura, apenas cerca de 36% dos americanos estavam totalmente vacinados, e a flexibilização das orientações sobre máscaras poderia incentivar complacência entre aqueles contrários ao uso de máscaras e/ou vacinas, que poderiam falsamente alegar estar vacinados. O governo federal descartou a implementação de um sistema nacional de passaporte de imunidade devido a preocupações com direitos humanos e privacidade, enquanto vários estados os proibiram completamente.
Em entrevista ao Fox News Sunday, a diretora do CDC, Rochelle Walensky, negou que a agência tenha cedido a pressões políticas para flexibilizar as restrições, afirmando que as novas diretrizes foram baseadas na evolução da ciência e em novos dados, incluindo estudos sobre a eficácia das vacinas no mundo real nos EUA e outro estudo que mostrou redução da carga viral em pacientes que contraíram COVID-19 após a vacinação. Alguns acreditavam que o anúncio era uma tentativa do governo Biden de desviar a atenção do ciberataque à Colonial Pipeline e da crise Israel-Palestina. Um porta-voz da Casa Branca afirmou que a decisão foi tomada exclusivamente pelo CDC, como parte de seu mandato atual sob o governo Biden de operar "com base na ciência e nos dados, livre de influência política".
Em 20 de maio, com um número crescente de estados suspendendo completamente seus mandatos de máscaras devido às diretrizes, Anthony Fauci disse ao Axios que muitos americanos estavam interpretando mal as orientações, afirmando que "[o CDC] disse: se você está vacinado, pode se sentir seguro — não será infectado, seja ao ar livre ou em ambientes fechados. Não disse explicitamente que pessoas não vacinadas deveriam abandonar suas máscaras."

#### Reintrodução das recomendações e mandatos de máscaras
Em 30 de junho de 2021, o Departamento de Saúde Pública do Condado de Los Angeles (LADPH) reintroduziu uma forte recomendação para que todos os residentes usassem máscaras em espaços públicos fechados, mesmo os vacinados. A recomendação veio apenas 15 dias após a Califórnia suspender suas ordens de saúde pública e o mandato de máscaras. As autoridades justificaram a medida pelo aumento da disseminação da variante Delta, altamente contagiosa, na região, e pela investigação de relatos de infecções pós-vacinação em Israel envolvendo essa variante.
Em 15 de julho, o LADPH anunciou a reintrodução de um mandato de máscaras, efetivo a partir da meia-noite de 18 de julho, aplicável a todos os espaços públicos fechados no condado de Los Angeles, independentemente do status de vacinação. O oficial de saúde do condado, Muntu Davis, afirmou: "Não estamos onde precisamos estar para os milhões em risco de infecção aqui no condado de Los Angeles, e esperar para agir será tarde demais, considerando o que estamos vendo agora."
Em 25 de julho, Anthony Fauci declarou em uma entrevista que os Estados Unidos estavam indo na "direção errada" devido à variante Delta e aos baixos índices de vacinação em algumas regiões do país, e que o CDC estava "considerando ativamente" revisar suas diretrizes. Até 26 de julho, várias outras regiões também reintroduziram mandatos de máscaras, independentemente da vacinação, incluindo Provincetown, Massachusetts, Savannah, Geórgia, Condado de St. Louis, Missouri e Condado de Clark, Nevada, para todos os funcionários de negócios que lidam com o público.
No dia seguinte, citando a variante Delta e a possibilidade de ela ser facilmente transmitida até por pessoas vacinadas, o CDC emitiu novas diretrizes recomendando que, em regiões com "transmissão substancial ou alta" de COVID-19, máscaras fossem usadas em espaços públicos fechados, mesmo por vacinados. O CDC também recomendou que máscaras fossem obrigatórias em escolas para todos os alunos e professores, independentemente do status de vacinação (para aqueles autorizados a recebê-la). A secretária de imprensa Jen Psaki afirmou que "estamos lidando com uma cepa muito diferente do vírus em comparação com o início da primavera, em maio, quando a orientação sobre máscaras foi fornecida pelo CDC na época."

### 2022
No final de 2021 e início de 2022, o CDC estendeu o mandato de máscaras em transporte público até 3 de maio para avaliar a variante Ômicron, altamente transmissível, e seus efeitos.
Em 25 de fevereiro de 2022, o CDC alterou as métricas usadas para determinar o risco de COVID-19 por condado, priorizando internações em vez de contagem de casos e considerando a disponibilidade de vacinas, tratamentos e opções de testes aprimoradas. Com base nessas novas métricas, o CDC afirmou que 70% do país não apresentava mais "transmissão substancial ou alta" de COVID-19, e que os residentes dessas áreas, independentemente do status de vacinação, não precisavam mais usar máscaras em espaços públicos ou escolas, embora ainda recomendassem seu uso para pessoas de maior risco. Até abril de 2022, os mandatos gerais de máscaras foram suspensos em todos os estados dos EUA, com o Havaí sendo o único estado que ainda exigia máscaras em escolas.
Em 18 de abril de 2022, uma semana após a extensão do mandato de máscaras em transporte público pelo CDC até 3 de maio, a juíza Kathryn Kimball Mizelle, do Distrito Médio da Flórida, considerou o mandato ilegal em uma ação movida por um grupo de defesa, encerrando quase imediatamente sua aplicação pela maioria das agências de transporte público em todo o país. Mizelle afirmou que o mandato excedia a autoridade estatutária do CDC e violava a Lei de Procedimento Administrativo, por ser estabelecido de maneira arbitrária e capriciosa. O Departamento de Justiça dos Estados Unidos anunciou em 20 de abril que apelaria da decisão, após o CDC considerar que o mandato ainda era necessário.

### 2023
Em 2023, muitos hospitais começaram a suspender os mandatos de máscaras, às vezes em oposição a especialistas em saúde pública hospitalar. O CDC sugeriu impor o uso de máscaras em períodos de alta infecção, mas não detalhou números específicos para determinar quando fazê-lo.
Em dezembro de 2023, hospitais na Califórnia, Illinois, Massachusetts, Nova York, Washington D.C. e Wisconsin reinstituíram requisitos de máscaras em certos ambientes devido à variante JN.1 do COVID e ao aumento dos níveis de vírus sincicial respiratório encontrados em águas residuais.

## Política federal

### Pedidos por políticas federais
O Departamento de Saúde e Serviços Humanos dos Estados Unidos organizou um programa chamado "Projeto: América Forte" para financiar a distribuição de máscaras reutilizáveis para "setores de infraestrutura crítica, empresas, instalações de saúde e organizações religiosas e comunitárias".
Houve pedidos para que um mandato de uso de máscaras fosse implementado em nível federal em todo o país. A Associação de Líderes da Indústria de Varejo criticou a colcha de retalhos de regulamentações diferentes (ou a falta delas) entre regiões, argumentando que "apesar da conformidade da maioria dos americanos, os varejistas estão alarmados com os casos de hostilidade e violência enfrentados por funcionários da linha de frente por uma minoria vocal de clientes que estão sob a impressão equivocada de que usar uma máscara viola suas liberdades civis". A Goldman Sachs projetou que tal mandato "poderia potencialmente substituir lockdowns que, de outra forma, reduziriam quase 5% do PIB". A Lei do Serviço de Saúde Pública concede ao secretário do Departamento de Saúde e Serviços Humanos autoridade para implementar regulamentações para "prevenir a introdução, transmissão ou propagação de doenças transmissíveis" nos estados ou territórios dos EUA, mas não está claro se isso poderia ser usado para implementar um mandato geral de máscaras.
Em 28 de junho, a presidente da Câmara, Nancy Pelosi, afirmou que tal mandato estava "muito atrasado", mas que o CDC não o emitiu para não "ofender o presidente". Em 1º de julho, o então presidente Trump questionou a adequação de um mandato nacional, já que ele se aplicaria em "lugares do país onde as pessoas ficam muito distantes umas das outras". Em 5 de julho, o Chefe de Gabinete da Casa Branca, Mark Meadows, afirmou que um mandato nacional "não era apropriado", argumentando que as máscaras eram "[usadas] com base na localização, quando não se pode manter o distanciamento social". Em 12 de julho, o Cirurgião-Geral Jerome Adams argumentou de forma semelhante que "se vamos ter um mandato de máscaras, ele funciona melhor em nível local e estadual, junto com educação", e questionou se uma ordem nacional poderia ser razoavelmente aplicada sem "criar uma situação em que se dá mais um motivo para prender um homem negro".
Em 12 de julho, Adams afirmou que as autoridades de saúde estavam tentando "corrigir" mensagens anteriores, explicando que elas se baseavam na presunção inicial de que pessoas assintomáticas tinham menos probabilidade de transmitir a COVID-19. Ele explicou que os americanos precisavam "entender que seguimos a ciência e, quando aprendemos mais, nossas recomendações mudam, mas é difícil quando as pessoas continuam falando sobre coisas de três, quatro meses atrás". Um trecho de uma entrevista no 60 Minutes com Anthony Fauci (onde ele disse "Não há motivo para andar por aí com uma máscara") foi frequentemente apresentado em mídias sociais por opositores das máscaras como desinformação para apoiar seus argumentos. As declarações de Fauci eram consistentes com as orientações do CDC na época, mas não estavam alinhadas com as diretrizes atuais.
Em 14 de julho, o Comitê de Apropriações da Câmara dos Estados Unidos adotou uma emenda ao seu projeto de lei de financiamento para Transporte, Habitação e Desenvolvimento Urbano e Agências Relacionadas para o ano fiscal de 2021, que incluiria um mandato para que passageiros e funcionários de transporte aéreo, Amtrak e "grandes agências de transporte" usassem máscaras. O projeto estava programado para ser votado pela Câmara dos Representantes no final do mês. No mesmo dia, o CDC publicou um estudo indicando que o uso de máscaras por dois funcionários de um salão de cabeleireiro em Missouri, que apresentaram sintomas de COVID-19 e posteriormente testaram positivo, além dos 139 clientes atendidos antes dos testes positivos, "foi provavelmente um fator contribuinte" para evitar que os clientes contraíssem a COVID-19 dos funcionários. O Journal of the American Medical Association (JAMA) também publicou uma entrevista com o diretor do CDC, Robert Redfield, onde ele estimou que a epidemia nos EUA poderia ser controlada em quatro a oito semanas "se todos usassem uma máscara agora".
Em 15 de julho, a senadora Dianne Feinstein propôs que o financiamento de estímulo econômico fosse retido de estados que não adotassem uma ordem de saúde exigindo o uso de máscaras em público. Em uma entrevista em 19 de julho ao Fox News Sunday, o presidente Trump afirmou que não pretendia implementar um mandato federal de máscaras, citando a preservação das liberdades pessoais.
Em 30 de julho, o senador Bernie Sanders e o representante da Califórnia Ro Khanna apresentaram a Lei Máscaras para Todos, um projeto de lei que invocaria a Lei de Produção de Defesa de 1950 para produzir máscaras faciais reutilizáveis de "alta qualidade" para distribuição nacional gratuita (por correio e pontos de coleta públicos), com o objetivo de fornecer três máscaras para cada indivíduo no país, com foco especial em atender pessoas sem-teto e que vivem em ambientes comunitários. O custo total do projeto foi estimado em 5 bilhões de dólares, com Khanna observando que "se podemos pagar um orçamento de defesa de 740 bilhões de dólares, podemos pagar para enviar uma máscara facial a cada americano, e se estamos pedindo às pessoas que usem uma máscara, o que é absolutamente essencial, cabe a nós fornecer uma". Em 31 de julho, Peter DeFazio e Rick Larsen apresentaram a Lei dos Voos Saudáveis, que autorizaria a FAA a exigir o uso de máscaras em aeroportos e durante voos.
Durante uma aparição em campanha em agosto de 2020, o candidato presidencial democrata Joe Biden propôs um mandato nacional de máscaras por pelo menos três meses como parte de sua plataforma, explicando que isso poderia "salvar mais de 40.000 vidas [...] se as pessoas agirem com responsabilidade" e que "não se trata de seus direitos, mas de suas responsabilidades como americano". Em 16 de setembro, Biden afirmou que acreditava que o presidente tinha autoridade legal para implementar um mandato de máscaras em todo o país por meio de uma ordem executiva. No entanto, no dia seguinte, durante um evento da CNN, Biden afirmou que não poderia impor um mandato nacional de máscaras, mas poderia fazê-lo em propriedades federais e incentivaria os governadores a fazerem o mesmo em nível estadual.
Em 16 de setembro, o diretor do CDC, Robert Redfield, testemunhou ao Comitê de Apropriações do Senado que as máscaras eram a "ferramenta de saúde pública mais poderosa" do país, pois tinham "evidências científicas claras" de que funcionavam. Ele explicou que "esta máscara facial tem mais garantia de me proteger contra a COVID do que quando eu tomar uma vacina contra COVID, porque a imunogenicidade pode ser de 70%, e se eu não obtiver uma resposta imune, a vacina não me protegerá. Esta máscara facial sim".

### Ações do governo Biden

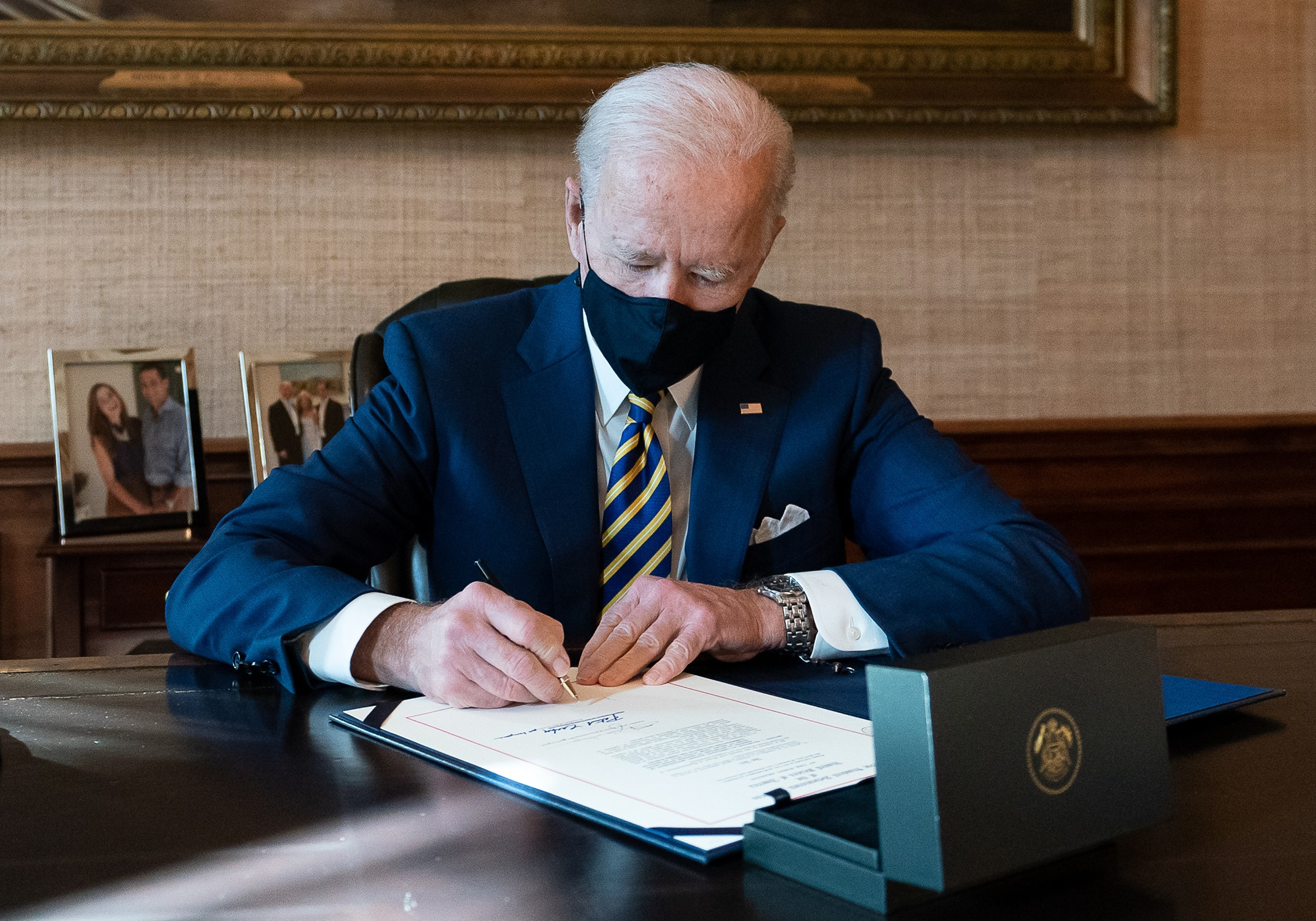
O presidente Joe Biden assina ordens executivas usando uma máscara facial

Em 20 de janeiro de 2021, Biden assinou uma ordem executiva exigindo que departamentos e agências executivas cumprissem as orientações relacionadas à COVID-19 emitidas pelo CDC, como o uso de máscaras faciais por visitantes e funcionários em terras federais.
Em 21 de janeiro de 2021, Biden assinou outra ordem executiva exigindo que máscaras fossem usadas em conformidade com as recomendações do CDC em todas as formas de transporte público, incluindo aviões, trens, ônibus, navios e aeroportos.

## Fornecimento
A exportação e envio de equipamentos de proteção individual (EPI) para outros países, como a China, contribuíram para uma escassez inicial de máscaras e outros suprimentos nos Estados Unidos, o que foi criticado por autoridades do Partido Democrata. O colaborador sênior da Forbes, David DiSalvo, relatou que, em 30 de março, "cerca de 280 milhões de máscaras de armazéns nos EUA foram compradas por compradores estrangeiros e destinadas a deixar o país". No dia seguinte, o vice-presidente Mike Pence suspendeu a exportação de suprimentos de proteção dos estoques do programa USAID para investigação. O governo Trump negou que os estoques exportados fossem do estoque nacional, afirmando que vieram de doações privadas.
Em 2 de abril, Trump anunciou que invocaria a Lei de Produção de Defesa de 1950 para obrigar 3M, General Electric e Medtronic a aumentar a produção de respiradores N95. Até setembro de 2020, os respiradores N95 ainda estavam em falta. Embora a 3M tivesse aumentado a produção doméstica de 20 milhões para 95 milhões de respiradores por mês, a empresa afirmou que "a demanda é maior do que nós, e toda a indústria, podemos suprir no futuro próximo". Profissionais de saúde continuaram a expressar temores de escassez.
Em fevereiro de 2021, pequenos fabricantes baseados nos EUA que investiram em infraestrutura de produção e passaram com sucesso por um processo de aprovação federal de nove meses relataram que não conseguiam encontrar compradores para os dezenas de milhões de máscaras produzidas. A publicidade dessas máscaras foi proibida em plataformas como Google e Facebook, e distribuidores de suprimentos médicos, sistemas hospitalares e governos estaduais, os principais compradores de máscaras, mostravam-se cautelosos com máscaras fabricadas localmente, que eram mais caras do que as produzidas na China. Um executivo da indústria, testemunhando no Congresso sobre a necessidade de apoiar fabricantes domésticos de máscaras, chamou a dependência da fabricação estrangeira de "um problema de segurança nacional".
Até fevereiro de 2021, os fornecedores aumentaram a produção de máscaras médicas, e alguns fabricantes relataram um excedente. A 3M e a Honeywell aumentaram a produção de respiradores N95 para cerca de 120 milhões por mês, mas o setor de saúde estima necessitar de cerca de 3,5 bilhões de máscaras por ano, e a produção limitada é enviada diretamente aos distribuidores médicos que abastecem grandes sistemas hospitalares. Escassezes gerais ainda eram relatadas porque alguns hospitais esperavam que os profissionais de saúde reutilizassem suas máscaras, mesmo enquanto acumulavam estoques em antecipação a necessidades futuras. Compradores hospitalares tinham pouca conexão com novos fornecedores, hesitavam em comprar de novos fabricantes ou resistiam a pagar preços mais altos por produtos domésticos. Falsificações também continuavam a representar problemas para os compradores.
Fabricantes de N95 e outras empresas relutavam em investir mais na produção doméstica de máscaras porque a fabricação nos Estados Unidos não era lucrativa. Algumas empresas americanas conseguiam mudar temporariamente a produção para atender à demanda por máscaras, mas a maioria não recebeu financiamento por meio da Lei de Produção de Defesa. Algumas tomaram a iniciativa, mas enfrentaram problemas com o ajuste das máscaras e a obtenção de aprovações regulatórias. A 3M e outros fabricantes de N95 não firmaram parcerias corporativas para compartilhar propriedade intelectual ou aumentar a produção de N95.

### Roubo
Roubos de máscaras faciais e outros equipamentos de proteção individual foram relatados em hospitais nos Estados Unidos.
O Centro Médico Naval de San Diego implementou verificações aleatórias de bolsas para funcionários após vários incidentes de roubo. Roubos de máscaras N95 foram relatados em um escritório hospitalar trancado na Carolina do Sul e em docas de carga na Universidade de Washington. Um funcionário de hospital em Cooperstown, Nova York, foi acusado de furto por um incidente semelhante.

### Máscaras falsificadas
Em fevereiro de 2021, um ano após o início da pandemia, o mercado de terceiros ainda estava inundado com uma enxurrada de máscaras falsificadas. Agentes federais apreenderam mais de 10 milhões de máscaras falsificadas com a marca 3M no início de 2021. Algumas foram compradas por hospitais, mesmo não vindo de distribuidores autorizados. As máscaras eram vendidas a preços mais altos do que as máscaras 3M autênticas, que custam cerca de US$ 1,27 cada no varejo. A 3M entrou com várias ações judiciais contra vendedores não autorizados por colocar em risco a vida de trabalhadores médicos. A empresa emitiu uma declaração dizendo que "esse não é um problema que vai desaparecer".

## Atitudes

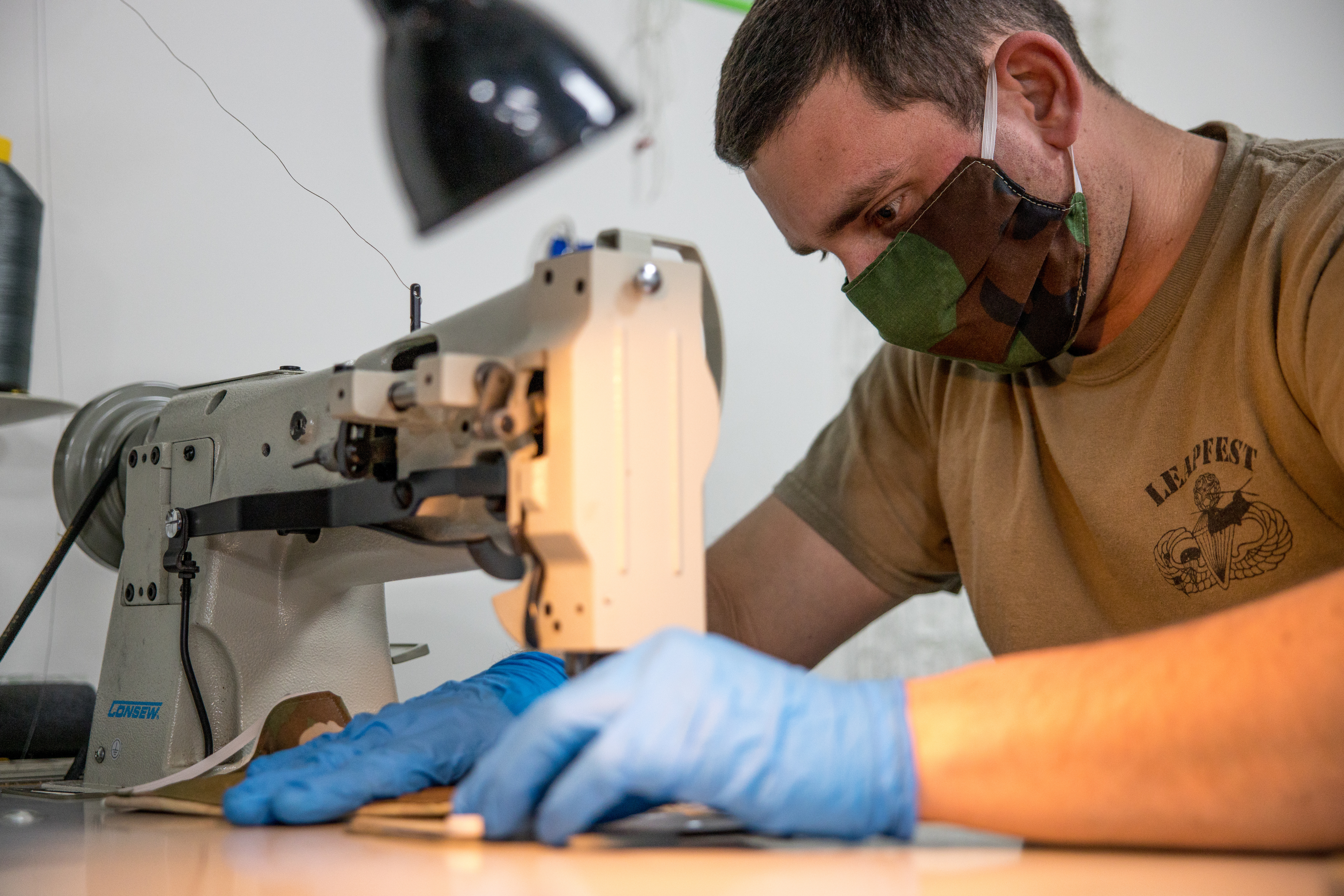
Um membro da Guarda Nacional de Rhode Island costurando máscaras faciais artesanais

### Proteção de outros
Antes da pandemia de COVID-19, o uso público de máscaras faciais para proteger outros da propagação de doenças infecciosas não era amplamente aceito nos Estados Unidos, sendo historicamente mais prevalente em países da esfera cultural do Leste Asiático.

### Visões políticas
A questão de usar ou não máscaras em público tornou-se, para alguns, uma linha divisória na guerra cultural. A Politico descreveu progressistas como considerando as máscaras "um sinal de que você leva a pandemia a sério e está disposto a fazer um sacrifício pessoal para salvar vidas". Apoiadores das recomendações do CDC ridicularizaram o que descreveram como ignorância, egoísmo, postura anticientífica e falta de respeito pelos concidadãos por parte de seus opositores. As máscaras foram citadas como um meio de controlar a COVID-19 sem a necessidade de reimpor ordens de ficar em casa e fechamentos de negócios (que causariam mais tensão econômica). O uso de máscaras também foi visto por opositores como sinalização de virtude para valores liberais, e como um símbolo de intimidação, controle social e oposição ao presidente Trump.
Embora essas ordens de saúde geralmente incluam isenções para pessoas com condições médicas (como problemas respiratórios) ou deficiências que dificultariam o uso de máscaras, folhetos falsos distribuídos nas mídias sociais incentivavam as pessoas a alegarem, em estabelecimentos que exigiam máscaras, que tinham uma condição médica protegida pela Lei dos Americanos com Deficiência de 1990, mas que, sob a Lei de Portabilidade e Responsabilidade de Seguro Saúde [en] (HIPAA), não eram obrigadas a divulgar a condição. A HIPAA é uma lei de privacidade de dados para o setor de saúde e não se aplica dessa maneira.
Visões opostas às máscaras também foram promovidas por meios de comunicação conservadores, como a Fox News, e pelo apresentador de rádio Rush Limbaugh, que argumentou que as máscaras eram um "símbolo exigido pela esquerda para promover medo, indecisão e a noção de que não estamos nem perto de sair disso". Inicialmente, em março de 2020, comentaristas da Fox News, Tucker Carlson e Laura Ingraham, apoiaram o uso de máscaras, com Carlson explicando que elas eram "chave" para controlar a COVID-19 em países do Leste Asiático, enquanto criticava o CDC por inicialmente desencorajar seu uso pelo público em geral. Após a prática se tornar politizada, ambos começaram a demonstrar oposição às máscaras no ar: em maio de 2020, Carlson criticou Fauci por sua orientação flutuante sobre máscaras e afirmou que não havia base científica para um mandato de máscaras em Los Angeles (referindo-se aos residentes como "reféns" do prefeito Eric Garcetti). Alguns comentaristas da Fox News, como Sean Hannity e o apresentador do Fox & Friends Steve Doocy, foram mais receptivos às máscaras no ar.
O Washington Post relatou que, em uma pesquisa de abril de 2020, 79% dos autoidentificados Democratas e 59% dos Republicanos disseram que usaram máscara ou outra cobertura facial em público. Aqueles que conheciam alguém infectado com COVID-19 tinham 40% mais probabilidade de usar máscara em público do que aqueles que não conheciam. Uma pesquisa do Gallup no mesmo mês constatou que 75% dos Democratas e 48% dos Republicanos usaram máscara fora de casa na última semana. Em uma pesquisa de junho de 2020 da Politico e Morning Consult, 60% daqueles que disseram ter uma opinião "muito favorável" do governo Trump também afirmaram apoiar o uso de máscaras.
No final de junho de 2020, em meio a um grande aumento de casos em vários estados (especialmente no Cinturão do Sol), o apoio às máscaras surgiu abruptamente entre republicanos proeminentes em Washington, D.C., em um esforço para contrariar a resistência do presidente Trump à prática. Em uma entrevista em 28 de junho no Face the Nation, o vice-presidente Pence recomendou que os americanos seguissem os conselhos das autoridades de saúde locais sobre o uso de máscaras, pois "cada estado tem uma situação única". Outros republicanos proeminentes também começaram a apoiar abruptamente as máscaras e a incentivar Trump a ser um modelo para seus apoiadores, incluindo o presidente do Comitê de Saúde, Educação, Trabalho e Pensões do Senado dos Estados Unidos, Lamar Alexander, e o líder da maioria no Senado, Mitch McConnell. Alexander comentou que "essa prática simples e salvadora de vidas tornou-se parte de um debate político que diz: se você é a favor de Trump, não usa máscara. Se é contra Trump, usa", e argumentou que Trump poderia "ajudar a acabar com esse debate político".
Uma pesquisa da Politico em julho de 2020 constatou que havia apoio majoritário bipartidário para mandatos de máscaras, com 72% dos entrevistados dizendo que apoiavam fortemente ou parcialmente mandatos estaduais de máscaras puníveis com multas ou prisão, sendo 53% expressando forte apoio. Isso incluiu 86% dos autoidentificados Democratas, 58% dos autoidentificados Republicanos e 68% dos autoidentificados independentes entrevistados.
Durante um comício em 21 de setembro de 2020, uma tentativa do vice-governador de Ohio, Jon A. Husted, de promover máscaras faciais com a marca Trump 2020 e Make America Great Again como mercadoria de campanha (como parte de um objetivo declarado de "tentar tornar as máscaras na América grandes novamente") foi recebida com vaias, ao que ele respondeu que o público havia "deixado claro seu ponto".
A oposição à prática de usar máscaras faciais e a ordens que determinam seu uso levou a comparações históricas com a Liga Antimáscaras de São Francisco [en], que esteve ativa durante a pandemia de gripe espanhola de 1918-19.

### Entre minorias raciais

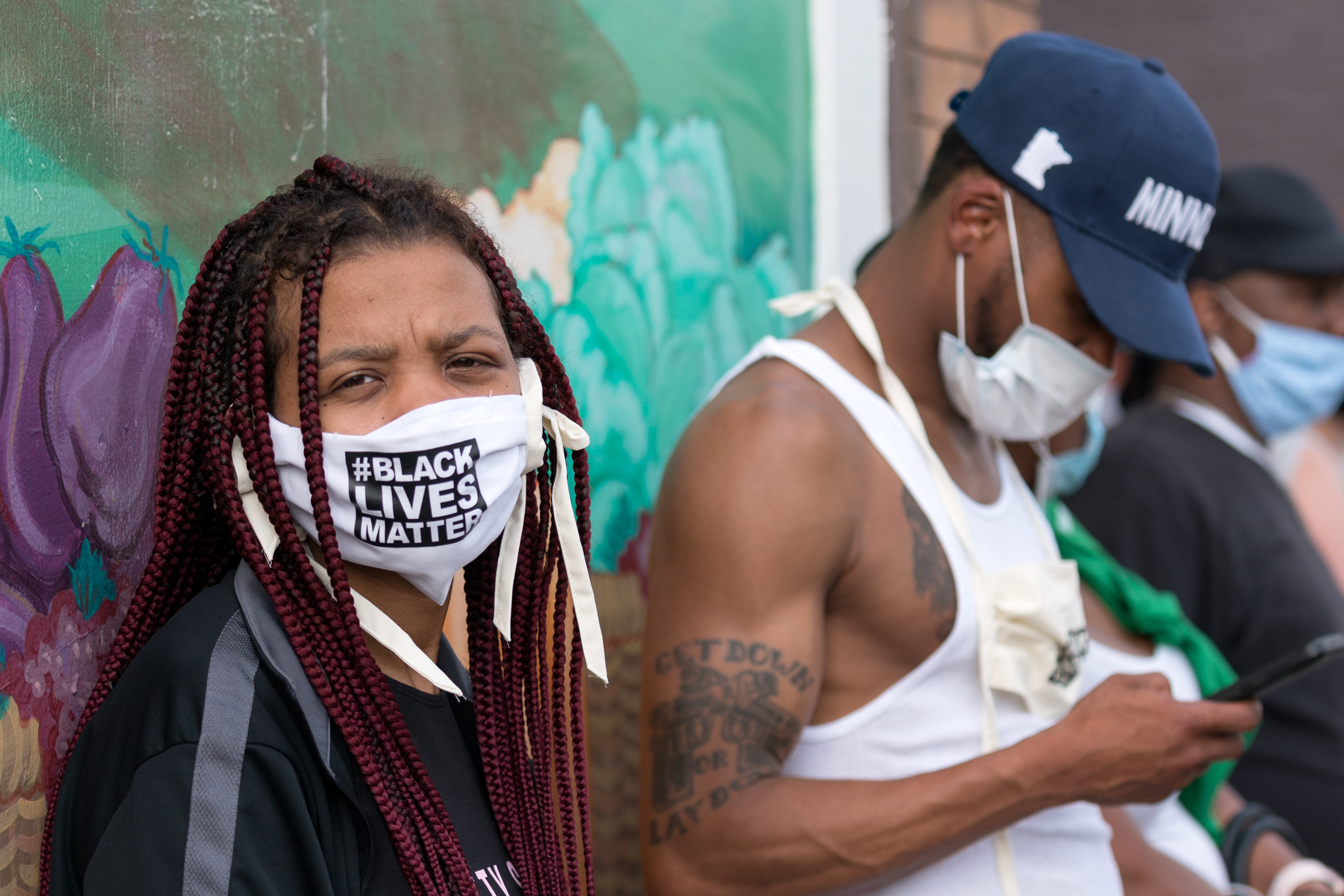
Manifestantes do assassinato de George Floyd usando máscaras; uma delas está inscrita com o texto "#BLACKLIVESMATTER".

Preocupações com a politização das máscaras foram especialmente proeminentes entre comunidades minoritárias, como Afro-americanos e Asiático-americanos. Afro-americanos expressaram preocupações de que o uso de máscaras poderia incentivar perfilamento racial devido à associação com seu uso por criminosos para ocultar a identidade, como no caso de um médico negro algemado por um policial enquanto usava uma máscara perto de sua casa, e um policial em Illinois seguindo dois homens negros usando máscaras cirúrgicas ao saírem de um Walmart, alegando falsamente que a cidade proibia o uso de máscaras. Também houve incidentes de bullying, discriminação e violência étnica e insultos contra asiático-americanos que usavam máscaras, como parte do crescente sentimento antiasiático ligado à pandemia devido à sua origem na China continental.
A pesquisa de abril de 2020 constatou que 32% dos hispânicos e latinos americanos entrevistados e 30% dos afro-americanos entrevistados estavam preocupados que usar uma máscara poderia levá-los a serem confundidos com criminosos, em comparação com 19% dos asiático-americanos e brancos. Apesar disso, proporções maiores de pessoas entre comunidades minoritárias disseram ter usado máscara em público do que brancos (66%), com 71% dos hispânicos e latinos americanos entrevistados, 74% dos afro-americanos entrevistados e 82% dos asiático-americanos entrevistados.
No final de maio e início de junho de 2020, máscaras estampadas com slogans relacionados aos movimentos Black Lives Matter e reforma policial, como "Eu não consigo respirar", ganharam popularidade em meio aos protestos nacionais após o assassinato de George Floyd. Em junho de 2020, o Serviço de Inspeção Postal dos Estados Unidos reteve temporariamente uma remessa de máscaras faciais com o slogan "PAREM DE MATAR PESSOAS NEGRAS", encomendada pelo Movimento pelas Vidas Negras para distribuição aos que participavam de manifestações em Minneapolis, Nova York, St. Louis e Washington D.C. O Serviço afirmou que "havia indicações de que elas continham material não enviável".
Citado essas preocupações com perfilamento racial, o Condado de Lincoln, Oregon (cuja população é 95% branca) anunciou inicialmente que forneceria uma isenção para pessoas de cor do mandato de máscaras do condado. No entanto, após críticas, o condado recuou em 24 de junho. As autoridades afirmaram que "as expressões de racismo em relação à isenção criaram um efeito de medo em nossas comunidades de cor. A própria política destinada a protegê-las agora as torna alvos de mais discriminação e assédio".

### Confrontos sobre exigências de máscaras
Ocorreram incidentes de confrontos violentos e agressões devido a desentendimentos sobre as políticas de uso de máscaras de estados e empresas privadas. Diversos relatos foram feitos de clientes de varejo agredindo funcionários em lojas devido a discordâncias sobre as políticas de máscaras das lojas. Um homem foi preso em outubro de 2020 por ameaçar sequestrar e assassinar o prefeito de Wichita, Kansas devido ao mandato de máscaras da cidade.
Até setembro de 2020, mais de 170 trabalhadores de transporte em Nova York relataram terem sido agredidos ou assediados por pedir aos passageiros que usassem máscaras faciais, incluindo um homem de 62 anos que foi nocauteado durante sua rota em East New York, Brooklyn, levando as autoridades a implementarem uma multa de US$ 50 para passageiros que se recusassem a usar máscara facial.
Também houve casos de agressão contra pessoas que se recusaram a cumprir as políticas de uso de máscaras. Em Key Largo, um motorista de ônibus foi preso por balançar uma vara de metal contra um passageiro que abaixou a máscara para fazer uma ligação no celular.

### Aparência de vulnerabilidade
A recusa em usar máscara em público pode ser motivada pelo medo de parecer vulnerável e temeroso em relação à COVID-19. Em uma pesquisa de maio de 2020 com 2.459 americanos conduzida por Valerio Capraro da Universidade de Middlesex em Londres [en] e Hélène Barcelo do Instituto de Pesquisa em Ciências Matemáticas, constatou-se que os homens entrevistados eram mais propensos a exibir estigmas negativos em relação ao uso de máscaras em público, incluindo maior probabilidade de concordar que era "descolado", "vergonhoso" e um "sinal de fraqueza". Capraro observou que esses estigmas eram mais prevalentes entre residentes de áreas que haviam mandatado o uso de máscaras faciais.
Reportando sobre o estudo, Ben Boskovich da Esquire escreveu que "a expressão masculinidade tóxica é muito usada, às vezes mais do que o necessário, se formos honestos. Mas essa coisa, essa realidade, de que os homens estão tão cegos pelo seu próprio privilégio inerente que não reconhecem suas vulnerabilidades, não admitem que estão errados, não largam o volante, é tão real quanto os chapéus do presidente são vermelhos".

### Tentativas de incentivar o uso
Antes de eventualmente torná-las obrigatórias em todas as propriedades em todo o país, e Nevada anunciar sua ordem estadual, a Caesars Entertainment tentou uma promoção em seus cassinos em Las Vegas, onde membros do programa de recompensas poderiam ganhar créditos de US$ 20 se fossem vistos usando máscara no chão do cassino.

## Uso de máscaras e políticas por estado

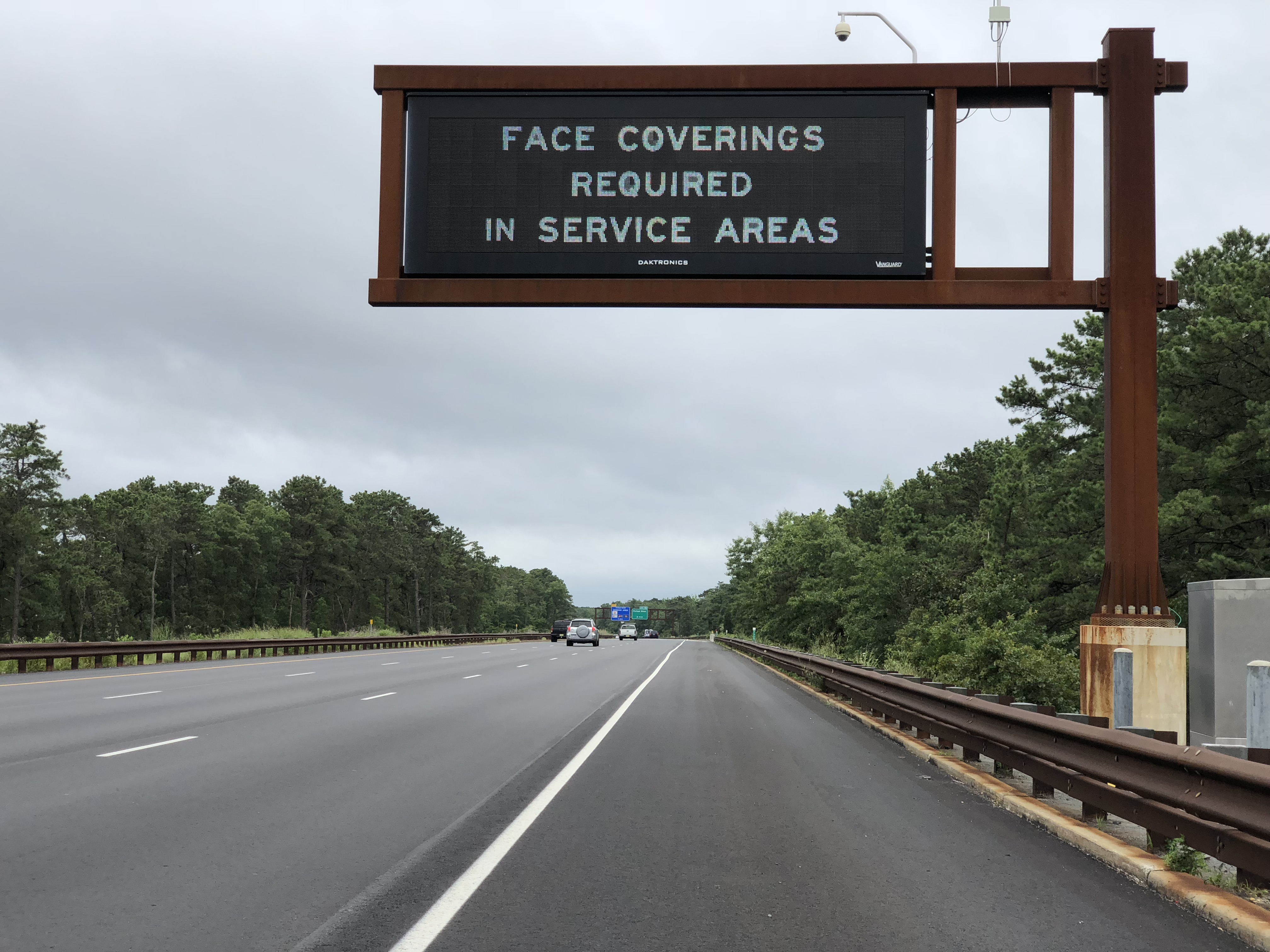
Placa de mensagem variável na Garden State Parkway em Nova Jersey, informando aos motoristas que coberturas faciais são obrigatórias em áreas de serviço

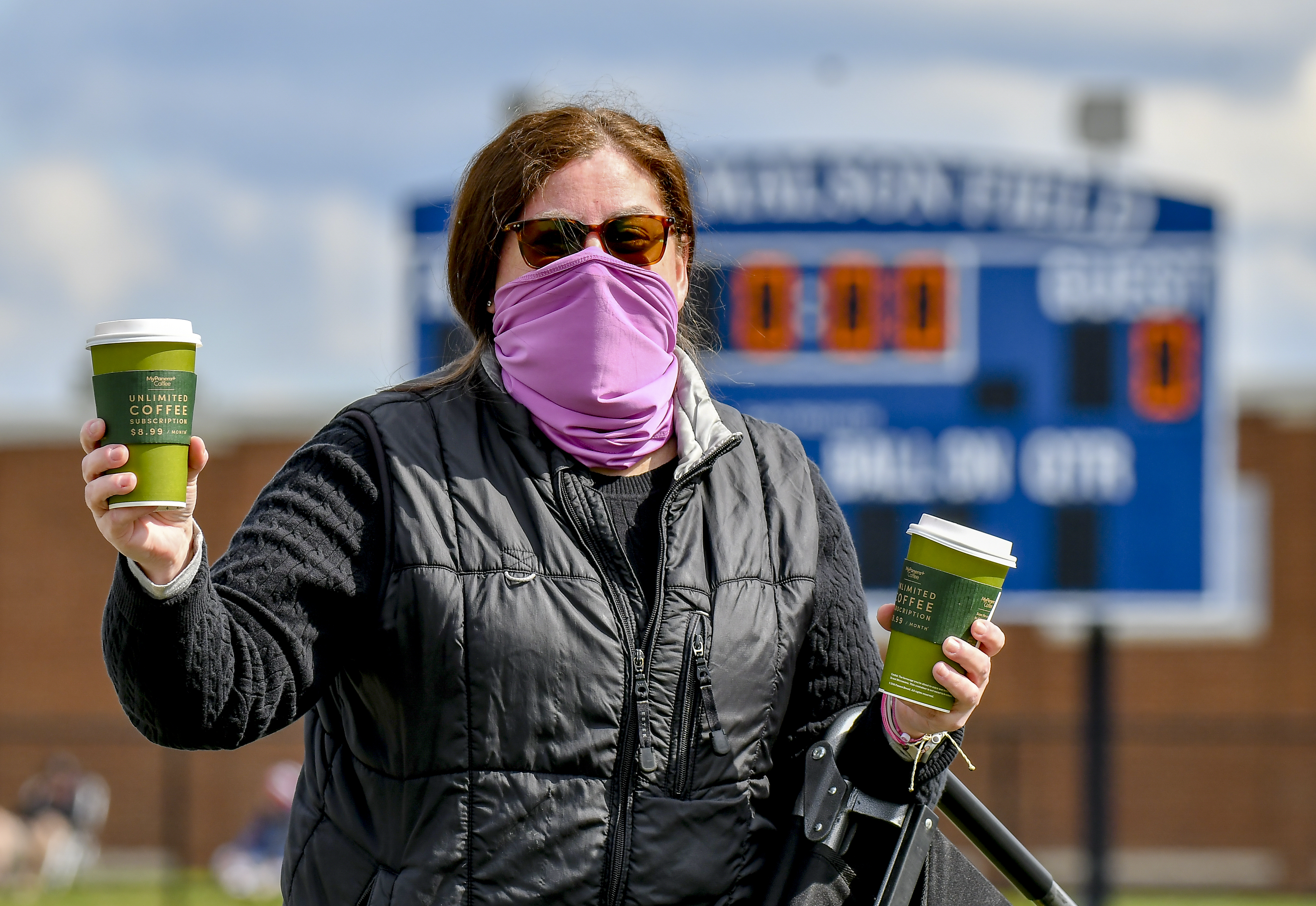
Mulher em Ohio usando uma polaina de pescoço como cobertura facial protetora

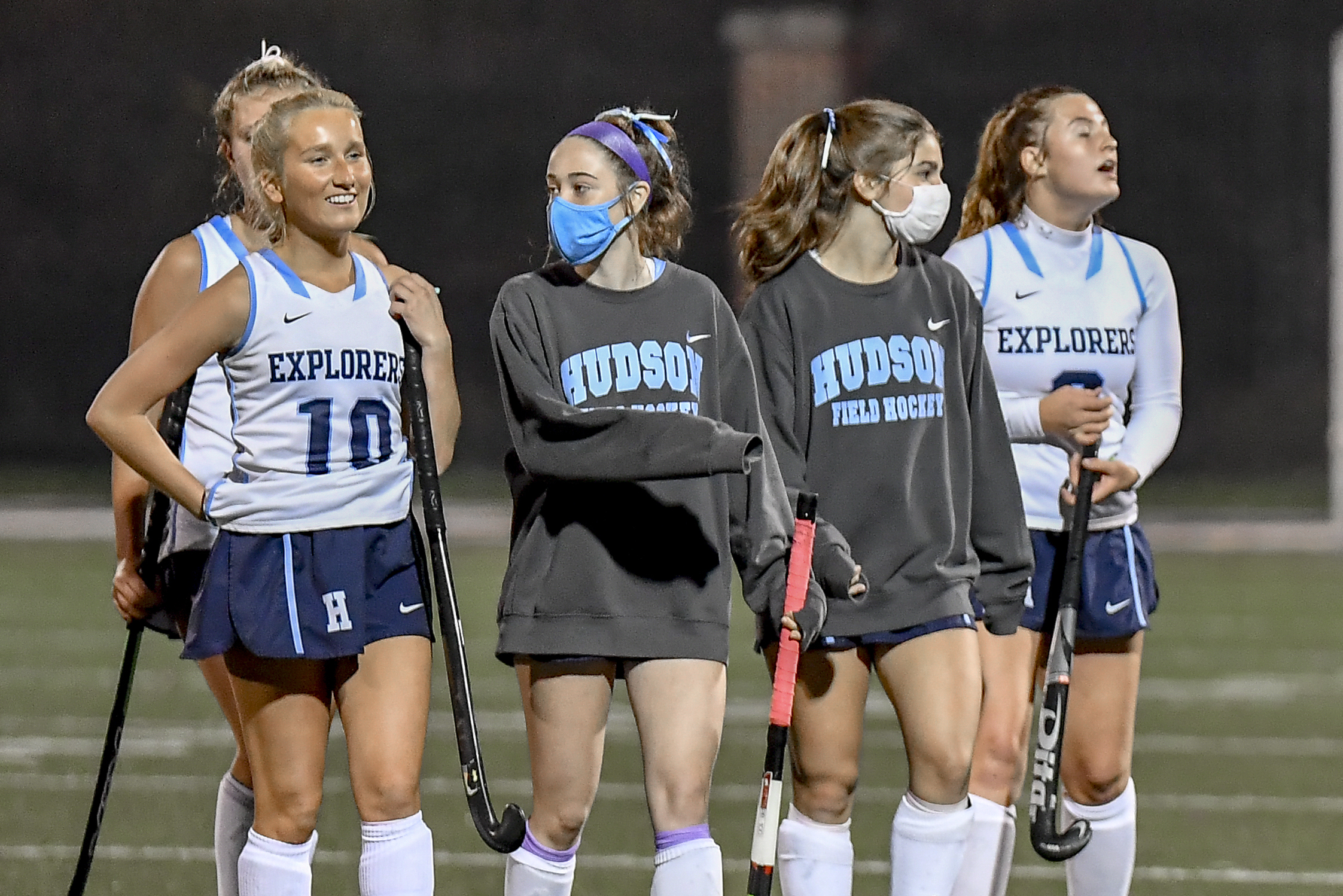
Jogadoras de hóquei de campo do ensino médio em Ohio com e sem máscaras

Até meados de novembro de 2020, 37 estados tinham algum tipo de ordem de saúde exigindo o uso de máscaras faciais ou uma cobertura facial não médica semelhante em espaços públicos ou tipos específicos de estabelecimentos. Na ausência de um mandato em nível estadual, alguns municípios e condados instituíram seus próprios mandatos por meio de regulamentos locais.
Essas ordens geralmente incluem isenções para crianças pequenas, bem como para pessoas com condições médicas (como problemas respiratórios) ou deficiências que dificultariam o uso de máscaras. Elas também são geralmente consideradas uma exceção às proibições de uso de máscaras em público para ocultar a identidade, como leis gerais anti-máscaras e restrições ao uso de máscaras enquanto portando uma arma de fogo oculta.
Alguns estados, como Louisiana, Oregon e Washington, inicialmente exigiram apenas que os funcionários de empresas voltados ao público usassem máscaras, antes de exigirem que também fossem usadas pelo público em geral.
Com base em um estudo publicado em outubro de 2022, as políticas obrigatórias de máscaras e de ficar em casa apresentaram falta de consistência com as taxas de infecção e mortalidade durante o período da pandemia de COVID-19 nos Estados Unidos até agosto de 2020, o período em que apenas intervenções não farmacêuticas estavam disponíveis. Estados com políticas obrigatórias de máscaras não mostraram efeitos preventivos na incidência ou nos casos diários médios durante os períodos de ordens obrigatórias de ficar em casa. Houve uma diminuição na taxa de mortalidade quando normalizada pela densidade populacional por meio de ordens obrigatórias de máscaras e de ficar em casa. No entanto, não houve diferenças significativas na taxa de incidência, casos novos diários médios, taxa de mortalidade e taxas de mortalidade entre os estados com ou sem grupos de máscaras obrigatórias ou de ficar em casa. As razões potenciais listadas incluíram aplicação limitada de máscaras obrigatórias e ordens de ficar em casa, adesão limitada ao uso de máscaras e falta de protocolos de uso de máscaras e acesso a máscaras de maior qualidade.

### Aplicação e desafios
Violações de ordens obrigatórias de máscaras frequentemente foram classificadas como uma infração de contravenção, com alguns estados ameaçando multas para indivíduos que não cumprissem. Alguns estados exigem expressamente que as empresas apliquem os mandatos de máscaras, com a falha em fazê-lo também punível com multas e, em alguns casos, sendo ordenadas a fechar temporariamente ou ter sua licença comercial revogada.
A aplicação efetiva desses mandatos pode variar; alguns xerifes na Califórnia, Nevada, Carolina do Norte e estado de Washington prometeram que não aplicariam as ordens; um desses xerifes em Condado de Lewis, Washington, anunciou a uma multidão fora de uma igreja, "não seja um ovelha". Em contrapartida, o governador da Califórnia, Gavin Newsom, ameaçou reter o financiamento de alívio da COVID-19 de condados que não aplicassem suficientemente as ordens de saúde estaduais, incluindo o mandato de máscaras. No final de junho de 2020, o Governador da Carolina do Sul, Henry McMaster, argumentou que a incapacidade de aplicar efetivamente tal ordem influenciou sua decisão de não implementar uma ordem naquele momento, afirmando que "não há poder na Terra que possa seguir todos no estado para garantir que estão seguindo as regras". No entanto, em 29 de julho, McMaster reverteu sua posição anterior e emitiu um mandato estadual, como parte de uma ordem que entrou em vigor em 3 de agosto, que também permitiu que mais empresas retomassem as operações.
Em 2 de outubro, a Suprema Corte de Michigan decidiu por unanimidade que a governadora Gretchen Whitmer violou a Lei de Gerenciamento de Emergências de 1976 do estado ao redeclarar um estado de emergência para contornar a Legislatura controlada pelos republicanos após ela se recusar a renová-lo. Em uma decisão dividida, eles determinaram que a Lei de Poderes de Emergência do Governador de 1945 era inconstitucional porque violava a doutrina de não delegação. A governadora Whitmer argumentou que a decisão ainda estava sujeita a um período de reconsideração de 21 dias, durante o qual as ordens ainda permaneciam válidas, e posteriormente acusou a Corte de minar seus esforços para controlar a pandemia. Em 4 de outubro, a procuradora-geral de Michigan, Dana Nessel, afirmou que pararia de fazer cumprir as ordens executivas relacionadas à COVID-19. Em 12 de outubro, a Corte negou uma moção solicitada pela governadora Whitmer para um período de transição, anulando assim todas as ordens executivas emitidas com base no estado de emergência reivindicado. O Departamento de Saúde e Serviços Humanos de Michigan (MDHHS) já havia começado a emitir suas próprias ordens para substituir as ordens anuladas de Whitmer, sob poderes que dão ao seu diretor a autoridade para "estabelecer procedimentos" e restringir reuniões durante uma epidemia. Por sua vez, o MDHHS foi processado por um quiroprático (que havia enfrentado advertências de autoridades locais por desafiar o mandato de máscaras), alegando que não tinha autoridade para mandar o uso de máscaras.
Em Wisconsin, o governador Tony Evers redeclarou uma emergência de saúde pública (que é limitada a 60 dias sem aprovação legislativa) para estender o mandato de máscaras além de seu período original (que começou em 1º de agosto). Foi contestado em um tribunal estadual pelo Instituto de Direito e Liberdade de Wisconsin, que solicitou uma injunção temporária. O juiz Michael Waterman decidiu a favor do governador Evers, afirmando que "o limite de 60 dias fornece um controle importante contra o poder executivo desenfreado, mas não impede o governador de emitir uma nova ordem executiva quando as condições de emergência continuam a existir".
Quando o Condado de Cook, Illinois aprovou um mandato exigindo que clientes de restaurantes, academias e outras lojas de varejo apresentassem comprovante de vacinação, uma das vilas locais do condado, Orland Park, recusou-se a aplicá-lo. Keith Pekau, prefeito da vila, permaneceu desafiador durante a pandemia, até mesmo processando o governador de Illinois em um tribunal federal por causa dos lockdowns de negócios.

### Posições políticas

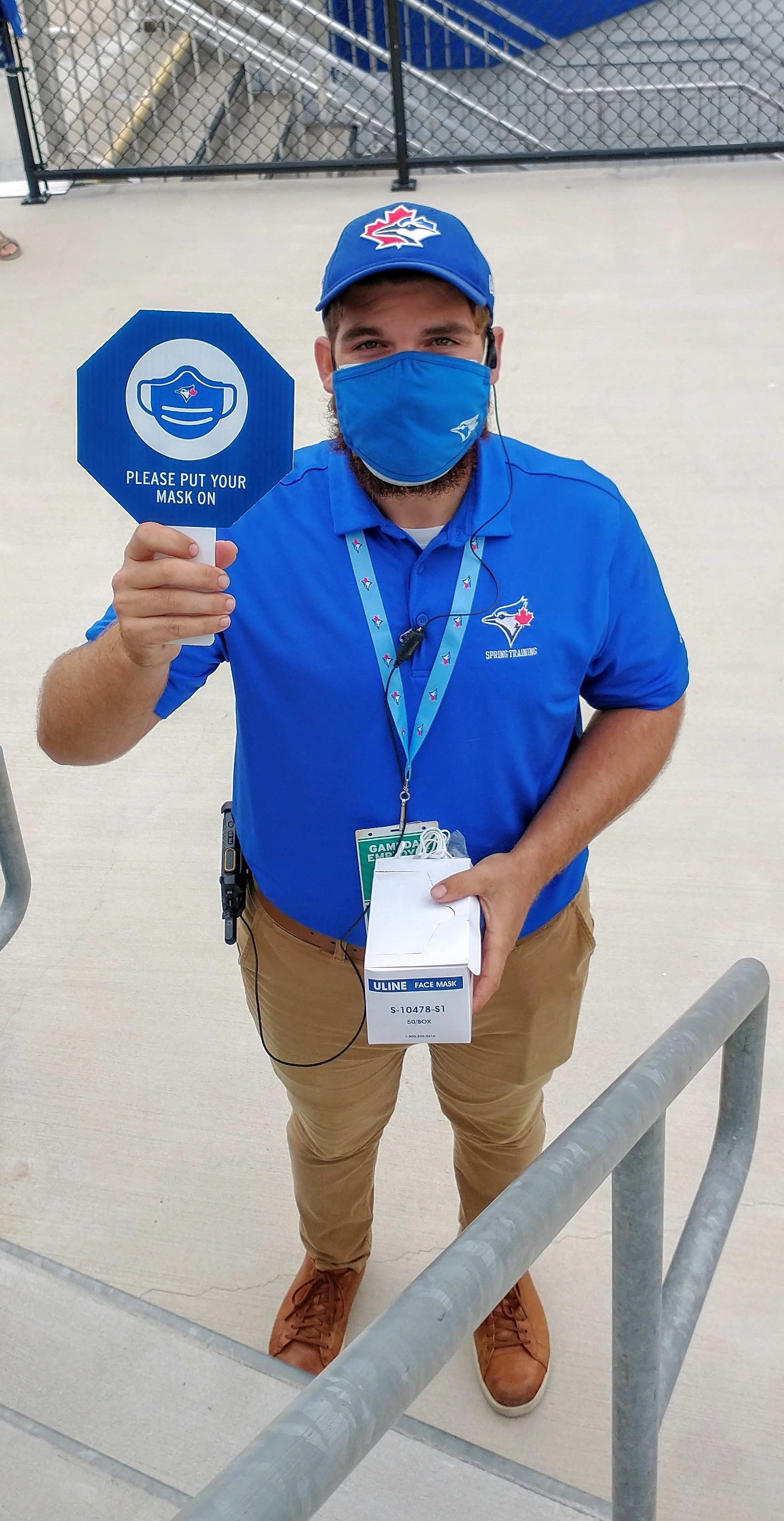
Um oficial de conformidade com máscaras em um estádio de beisebol na Flórida

Oponentes dos mandatos de máscaras frequentemente argumentaram que eles são inconstitucionais; a Associação Americana de Advogados citou que havia precedente sob a Décima Emenda (que afirma que quaisquer poderes não concedidos ao governo federal pela Constituição são reservados aos estados) de que os governos estaduais "têm a autoridade primária para controlar a propagação de doenças perigosas dentro de suas jurisdições". O caso Jacobson v. Massachusetts também foi citado como jurisprudência que apoia ordens de máscaras; ele determinou que o uso do poder de polícia pelos estados para fazer cumprir ordens de saúde destinadas a manter a segurança de suas comunidades (como, neste caso, vacinações obrigatórias para varíola), não violava as liberdades individuais sob a Décima Quarta Emenda.
Em junho de 2020, o The Hill observou que estados liderados por democratas e costeiros eram mais propensos a implementar ou considerar tais mandatos em comparação com estados liderados por republicanos (especialmente no conservador Sul) — que citaram desejos de preservar liberdades individuais e, em alguns casos, também tomaram medidas para anular ordens de saúde locais que eram mais rígidas do que as impostas pelo estado (incluindo mandatos de máscaras). Nem todos os estados liderados por republicanos se recusaram a fazê-lo, no entanto, com exemplos iniciais notáveis incluindo Maryland e Massachusetts. Após um grande aumento em meados de junho atribuído à suspensão apressada de medidas de mitigação durante o fim de semana do Dia da Memória, Arizona e Texas começaram a recuar em sua proibição total de ordens locais sobre o uso de máscaras, e o governador do Texas, Greg Abbott, emitiu um mandato estadual em 2 de julho.
Em 15 de julho, o governador da Geórgia, Brian Kemp, assinou uma ordem executiva para proibir qualquer condado ou município de promulgar ou fazer cumprir uma ordem de saúde exigindo o uso de máscaras em espaços públicos. Ele também entrou com um processo contra a prefeita de Atlanta, Keisha Lance Bottoms, e seu conselho municipal por causa de uma ordem de saúde local que exigia máscaras e voltava voluntariamente às diretrizes da "Fase 1" (desencorajando restaurantes com serviço interno), afirmando que ela "não tem a autoridade legal para modificar, alterar ou ignorar as ordens executivas do governador Kemp". Em 13 de agosto, no entanto, Kemp abandonou o processo, e anunciou no dia seguinte que mandatos de máscaras localizados seriam permitidos se certos "indicadores de saúde" e outras diretrizes fossem atendidos, e exigindo o consentimento dos proprietários de negócios se o mandato se aplicasse às empresas.
Na Kansas, um mandato de máscaras de julho de 2020 pela governadora democrata Laura Kelly incluía a possibilidade de os condados optarem por não participar se (após consulta com autoridades de saúde) afirmassem que não era medicamente necessário; a provisão foi descrita como um "compromisso bipartidário" para ganhar apoio do governo de maioria republicana do estado. Até 9 de julho, 90 dos 105 condados do Kansas haviam optado por não participar, enquanto várias cidades em condados que optaram por não participar, como Manhattan, Wichita e Winfield, promulgaram mandatos municipais. De uma amostra de condados, 15 condados que escolheram aplicar a ordem mostraram uma taxa reduzida de novos casos em comparação com aqueles que optaram por não participar. Pesquisas divulgadas em outubro de 2020 pela Universidade do Kansas descobriram que essas tendências continuaram nos, até então, 21 condados que implementaram a ordem. A prefeita de Dodge City, Kansas, renunciou ao cargo em dezembro de 2020 após enfrentar ameaças violentas por seu apoio a um mandato de máscaras local.
A governadora da Dakota do Sul, Kristi Noem, questionou estudos e pesquisas que apoiam o uso de máscaras faciais, alegando que eles produziram resultados "muito mistos" e argumentando que "a ciência não provou o que é eficaz e o que não é e que tipo de máscara. Temos que permanecer objetivos quando olhamos para isso".
Em 10 de março de 2021, o Texas suspendeu seu mandato de máscaras e restrições de capacidade, em um movimento considerado prematuro por críticos e outros políticos após seu anúncio. A suspensão do mandato também incluiu uma proibição de fazer cumprir mandatos de máscaras; no dia em que as ordens entraram em vigor, o Procurador-Geral do Texas ameaçou processar a cidade de Austin, Texas por pretender continuar seu mandato de máscaras. O número de novos casos e internações no Texas já havia começado a diminuir nas semanas seguintes ao anúncio, com um professor do Centro de Ciências da Saúde da UNT acreditando que os residentes continuarem seguindo as orientações de saúde, bem como o progresso da vacinação e a imunidade, também podem ter sido fatores.
No início do novo ano letivo em agosto de 2021, conflitos políticos sobre mandatos de máscaras em escolas se intensificaram na Flórida e no Texas, cujos governadores emitiram ordens executivas proibindo explicitamente escolas e conselhos escolares de implementar mandatos de máscaras. Essas ordens foram emitidas apesar das recomendações do CDC de que máscaras fossem usadas em escolas devido à ameaça da variante Delta, já que nenhuma vacina foi aprovada para crianças menores de 12 anos na época. O governador DeSantis alertou que o estado reteria financiamento de escolas e conselhos escolares que optassem por mandar máscaras, e também ameaçou reter os salários de funcionários escolares responsáveis por implementar mandatos de máscaras. Vários distritos em ambos os estados anunciaram que desafiariam as ordens e ainda assim mandariam máscaras. O Secretário de Educação, Miguel Cardona, enviou cartas aos governadores Abbott e DeSantis, expressando preocupação de que suas decisões de proibir a conformidade voluntária com as recomendações do CDC "poderiam infringir a autoridade de um distrito escolar para adotar políticas para proteger estudantes e educadores enquanto desenvolvem seus planos de retorno seguro ao ensino presencial exigidos pela lei federal".
Desafios legais contra mandatos de máscaras escolares no Texas tiveram resultados variados, o que levou a confusão sobre sua legalidade. O Distrito Escolar Independente de Paris tentou contornar a ordem executiva do Texas declarando seu mandato de máscaras oficialmente como uma emenda ao código de vestimenta para estudantes e professores. Em 19 de agosto, a Suprema Corte do Texas negou temporariamente um pedido do governador Abbott para bloquear uma decisão de um tribunal inferior que havia mantido os mandatos de máscaras escolares.
Quando um homem de Louisville, Kentucky, tentou participar de uma reunião pública do Conselho de Educação do Condado de Jefferson (JCBE) em um prédio das Escolas Públicas do Condado de Jefferson (JCPS) durante a pandemia de COVID-19 em Kentucky em agosto de 2022, os policiais pediram que ele colocasse uma máscara, e o homem recusou. Alternativamente, o homem recebeu a oferta de um escudo facial, ou um teste de COVID-19, ou a oportunidade de solicitar uma isenção, todos os quais o homem também recusou; consequentemente, ele não teve a entrada permitida no prédio. O Procurador-Geral Daniel Cameron alegou que o distrito violou a "Lei de Reuniões Abertas" de Kentucky. O JCBE argumenta que, na época, as máscaras eram exigidas para entrar no prédio, não na reunião em si, como parte do Plano de Orientação de Saúde de julho de 2022 do conselho, que exige que, quando a propagação comunitária da pandemia de COVID-19 em Kentucky for classificada como "alta" no Condado de Jefferson (o que era o caso na época), as máscaras devem ser usadas para entrar nas propriedades da JCPS. O homem havia anteriormente apresentado reclamações sem sucesso contra o Conselho, alegando, entre outras coisas, que ele havia violado o Código de Nuremberg por "participar de experimentação humana" e "explorado sexualmente menores". Em janeiro de 2023, o conselho apelou da decisão de Cameron no Tribunal do Circuito do Condado de Jefferson.

### Resumo das ordens e recomendações emitidas pelos estados
| Estado             | Mandato de máscara     | Mandato de máscara      | Observações |
| Estado             | Data de início         | Data de término         | Observações |
| ------------------ | ---------------------- | ----------------------- | --- |
| Alabama            | 16 de julho de 2020    | 9 de abril de 2021      | O mandato de uso de máscara do Alabama expirou. As cidades de Birmingham (a partir de 28 de abril de 2021) e Montgomery (a partir de 17 de junho de 2021, para reuniões públicas com 25 ou mais pessoas) tiveram decretos municipais que obrigavam o uso de máscaras em espaços públicos. Contudo, esses decretos expiraram em maio de 2021. |
| Alasca             | N/A                    | N/A                     | O Alasca nunca teve um mandato estadual para uso de máscaras. |
| Arizona            | N/A                    | N/A                     | Arizona nunca teve um mandato estadual para uso de máscaras. Até 17 de junho de 2020, condados e municípios estavam proibidos de impor ordens sanitárias mais rígidas que as estaduais, bloqueando efetivamente mandatos locais. Em 17 de junho de 2020, em meio a um grande aumento de casos, o governador Doug Ducey anunciou que permitiria ordens locais obrigatórias de uso de máscaras. Entretanto, em 25 de março de 2021, essa permissão foi revogada. |
| Arkansas           | 20 de julho de 2020    | 30 de março de 2021     | O mandato do uso de máscaras em Arkansas expirou. Em 19 de julho de 2020, o governador Asa Hutchinson pediu que líderes nacionais dessem o exemplo usando máscaras. |
| Califórnia         | 18 de junho de 2020    | 1 de março de 2022      | O mandato de uso de máscaras na Califórnia expirou em 1º de março de 2022. Em 17 de novembro de 2020, o mandato foi ampliado para ambientes externos onde o distanciamento social não é possível. Antes do mandato estadual, a maioria dos condados da Área da Baía de São Francisco, e o Condado de Los Angeles instituíram exigências semelhantes. A oficial de saúde do Condado de Orange, Nichole Quick, renunciou após receber ameaças de morte de moradores insatisfeitos com a lei obrigatória de máscaras. O mandato estadual foi instituído logo em seguida. Pessoas vacinadas ficaram isentas do uso de máscaras desde 15 de junho de 2021, e em ambientes de trabalho desde 17 de junho de 2021. O requisito para pessoas vacinadas foi restabelecido em 15 de dezembro de 2021 e expirou em 15 de fevereiro de 2022. O uso obrigatório de máscaras permaneceu para alguns ambientes, como instituições de saúde, independentemente da vacinação, até 3 de abril de 2023. Além disso, alguns condados proibiram isenções baseadas na vacinação.                                                                              |
| Colorado           | 17 de julho de 2020    | 14 de maio de 2021      | O uso obrigatório de máscara no Colorado expirou. Diversos municípios, incluindo Denver e Boulder, haviam decretado obrigatoriedade do uso de máscaras em locais públicos. Todas essas ordens de uso de máscara foram revogadas até o final de fevereiro de 2022. |
| Connecticut        | 20 de abril de 2020    | 19 de maio de 2021      | O uso de máscaras permanece obrigatório em hospitais e outros ambientes de saúde. A partir de 7 de março de 2022, todas as ordens locais foram revogadas. |
| Delaware           | 1 de maio de 2020      | 21 de maio de 2021      | O uso obrigatório de máscaras em Delaware expirou. |
| Flórida            | N/A                    | N/A                     | A Flórida nunca adotou uma ordem estadual para uso obrigatório de máscaras. Em 25 de setembro de 2020, uma ordem executiva do governador Ron DeSantis proibiu que cidades e condados aplicassem multas ou penalidades relacionadas ao uso de máscaras. |
| Geórgia            | N/A                    | N/A                     | A Geórgia nunca teve uma ordem estadual de uso obrigatório de máscaras. Em 15 de julho de 2020, o governador Brian Kemp proibiu e anulou todas as ordens locais relacionadas ao uso de máscaras por meio de ordem executiva. Em 14 de agosto de 2020, Kemp retirou essa restrição e anunciou que assinaria uma ordem permitindo ordens locais caso critérios específicos fossem atendidos, como multas mínimas e permissão para que empresas e residências definissem suas próprias regras. Em 19 de agosto de 2021, Kemp proibiu novamente as ordens locais. |
| Havaí              | 17 de abril de 2020    | 26 de março de 2022     | Uso obrigatório para clientes de estabelecimentos essenciais. O prefeito de Honolulu, Kirk Caldwell, afirmou que seria "de responsabilidade do público cumprir" as solicitações das empresas em relação ao uso de máscaras. O governador David Ige anunciou que a obrigatoriedade do uso de máscaras expiraria após 25 de março de 2022, com o fim do estado de emergência da COVID. Esta foi a determinação mais longa de uso de máscaras nos Estados Unidos. |
| Idaho              | N/A                    | N/A                     | Idaho nunca implementou um mandato estadual para uso de máscaras. |
| Illinois           | 23 de abril de 2020    | 28 de fevereiro de 2022 | Obrigatório em locais públicos para quem não estivesse totalmente vacinado. Em 9 de fevereiro de 2022, o governador J. B. Pritzker anunciou que o mandato expiraria no final do mês. |
| Indiana            | 27 de julho de 2020    | 7 de abril de 2021      | Mandato de uso de máscaras em Indiana expirou. |
| Iowa               | 17 de novembro de 2020 | 7 de fevereiro de 2021  | Mandato de uso de máscaras em Iowa expirou. Em 1º de setembro de 2020, o conselho municipal de Ames instituiu um mandato de uso de máscaras após o The New York Times identificar a cidade como um foco da pandemia. Além disso, cidades como Des Moines, Iowa City, Dubuque, Mount Vernon, Cedar Rapids e Muscatine emitiram mandatos de uso de máscaras. Em 9 de setembro, Cedar Falls adotou um mandato após Iowa registrar 478 casos nas últimas 24 horas. Em 20 de maio de 2021, a governadora Kim Reynolds sancionou uma lei proibindo todos os mandatos locais de uso de máscaras. |
| Kansas             | 3 de julho de 2020     | 1 de abril de 2021      | Mandato de uso de máscaras em Kansas expirou. Condados de Douglas, Wyandotte e a cidade de Kansas City anunciaram seus próprios mandatos antes da ordem estadual. Em 20 de julho, Kelly anunciou que professores e alunos teriam que usar máscaras quando as escolas reabrissem. |
| Kentucky           | 10 de julho de 2020    | 11 de junho de 2021     | Mandato de máscaras em Kentucky expirou. Inicialmente, a regra foi aplicada a funcionários em contato direto com o público. |
| Louisiana          | 13 de julho de 2020    | 27 de outubro de 2021   | O primeiro mandato de uso de máscaras em Louisiana expirou em 28 de abril de 2021, mas um segundo foi imposto em 2 de agosto de 2021. Pelo menos cinco cidades e paróquias (incluindo New Orleans) tinham mandatos para uso de máscaras em público antes do mandato estadual, em 8 de julho. |
| Maine              | 30 de abril de 2020    | 24 de maio de 2021      | Mandato de uso de máscaras em Maine expirou. |
| Maryland           | 15 de abril de 2020    | 15 de maio de 2021      | O mandato de uso de máscaras em Maryland expirou. Era obrigatório para clientes e funcionários em muitos estabelecimentos. Em 22 de julho de 2020, Baltimore tornou obrigatório o uso de máscaras em espaços públicos quando o distanciamento social não fosse possível. |
| Massachusetts      | 6 de maio de 2020      | 29 de maio de 2021      | O mandato de uso de máscaras em Massachusetts expirou. |
| Michigan           | 24 de abril de 2020    | 22 de junho de 2021     | O mandato de uso de máscaras em Michigan expirou. |
| Minnesota          | 25 de julho de 2020    | 14 de maio de 2021      | O mandato de uso de máscaras em Minnesota expirou. Minneapolis e Saint Paul implementaram ordenanças exigindo o uso de máscaras por clientes em espaços públicos e estabelecimentos comerciais. Esses mandatos foram encerrados em 1º de junho de 2021, mas foram reinstaurados em 6 de janeiro de 2022 devido à variante Ômicron, sendo retirados novamente em 24 de fevereiro de 2022. |
| Mississippi        | 4 de agosto de 2020    | 1 de outubro de 2020    | O mandato de uso de máscaras em Mississippi expirou. Anteriormente, era obrigatório em todo o território estadual em locais públicos e estabelecimentos comerciais: Inicialmente aplicado em sete condados a partir de 12 de maio de 2020. Em 28 de maio, a ordem foi estendida até 18 de junho, com quatro condados removidos devido à redução da transmissão, e o condado de Wayne adicionado. Uma nova ordem abrangendo 13 condados adicionais entrou em vigor em 13 de julho de 2020. A ordem foi ampliada para todo o estado em 4 de agosto de 2020, sendo revogada em 1º de outubro de 2020. O estado manteve mandatos locais de uso de máscaras até 3 de março de 2021, quando todos foram revogados. |
| Missouri           | N/A                    | N/A                     | Missouri nunca teve um mandato estadual de uso de máscaras. |
| Montana            | 15 de julho de 2020    | 12 de fevereiro de 2021 | O mandato de uso de máscaras em Montana expirou. O governador recém-eleito, Greg Gianforte, revogou o mandato emitido pelo então governador Steve Bullock em 12 de fevereiro de 2021. |
| Nebraska           | N/A                    | N/A                     | Nebraska nunca implementou um mandato estadual de uso de máscaras. Em junho de 2020, o governador Pete Ricketts alertou que o estado poderia reter verbas da CARES Act de condados que exigissem uso de máscaras em edificações governamentais. |
| Nevada             | 26 de junho de 2020    | 10 de fevereiro de 2022 | O uso de máscaras era obrigatório em espaços públicos. A partir de 4 de maio de 2021 e em conformidade com orientações do CDC, pessoas totalmente vacinadas não eram mais obrigadas a usar máscaras em locais públicos externos, embora a exigência interna permanecesse. Antes dos mandatos estaduais, a Nevada Gaming Control Board exigia o uso de máscaras por funcionários de cassinos, e posteriormente para jogadores de jogos de mesa, caso barreiras não estivessem instaladas. Em 11 de fevereiro de 2022, o mandato estadual foi encerrado, após redução dos casos em Clark County, Nevada por duas semanas consecutivas. |
| New Hampshire      | 20 de novembro de 2020 | 16 de abril de 2021     | O mandato de uso de máscaras em New Hampshire expirou. Um mandato local em Nashua permanece em vigor “até nova orientação”, tendo sido aprovado em 22 de maio de 2020.Houghton, Kimberly (22 de maio de 2020). «Nashua approves face mask mandate, defiant could face fines up to $1,000» [Nashua aprova mandato de máscara, desobedientes podem sofrer multas de até US$1.000]. UnionLeader.com (em inglês). Consultado em 14 de agosto de 2025 Esse e outros mandatos municipais foram revogados até 28 de fevereiro de 2022. |
| New Jersey         | 10 de abril de 2020    | 28 de maio de 2021      | O mandato de uso de máscaras em New Jersey expirou no Memorial Day de 2021 (28 de maio). |
| New Mexico         | 16 de maio de 2020     | 17 de fevereiro de 2022 | Obrigatório em público quando o distanciamento social não fosse possível. O mandato foi revogado em todo o estado, exceto para instituições de saúde, em 17 de fevereiro de 2022. O requisito foi eliminado também para o sistema de saúde em 12 de agosto de 2022. |
| New York           | 15 de abril de 2020    | 10 de fevereiro de 2022 | Obrigatório em transporte público e em espaços públicos onde o distanciamento social não é possível.Em 15 de maio de 2020, o prefeito de Nova Iorque Bill de Blasio anunciou que o NYPD deixaria de aplicar a ordem, exceto em situações de "sércia ameaça". Estudos posteriores analisaram os impactos das políticas públicas em Nova Iorque. Em 15 de junho de 2021, o governador Andrew Cuomo revogou o mandato para pessoas vacinadas. Em 10 de dezembro de 2021, a governadora Kathy Hochul restabeleceu o mandato de máscaras em todo o estado devido à variante Ômicron; o mandato foi revogado na maioria dos ambientes internos em 9 de fevereiro de 2022, e em escolas públicas em 2 de março de 2022. |
| Rhode Island       | 8 de maio de 2020      | 6 de julho de 2021      | O mandato estadual de uso de máscaras em Rhode Island foi encerrado. |
| Carolina do Sul    | 1 de agosto de 2020    | 12 de maio de 2021      | Em 26 de junho de 2020, o governador Henry McMaster incentivou fortemente o uso de máscaras em locais públicos, mas descartou a adoção de um mandato estadual devido à suposta dificuldade de aplicação. Um mês depois — em 30 de julho — instituiu um mandato direcionado para locais como cinemas, edifícios públicos, arenas, estádios e durante eventos e festivais. Em 12 de maio de 2021, McMaster assinou uma ordem executiva revogando todos os mandatos de máscaras e proibindo "passaportes de vacinação", afirmando que "é hora de deixar o governo ditar onde e quando os sul-carolinenses devem usar máscara". |
| Dakota do Sul      | N/A                    | N/A                     | Dakota do Sul nunca adotou um mandato estadual de uso de máscaras. A cidade de **Brookings** foi a primeira a emitir um mandato local, a partir de 9 de setembro de 2020. Esses mandados locais foram revogados em diferentes datas ao longo de 2021. |
| Tennessee          | N/A                    | N/A                     | O Tennessee nunca teve um mandato estadual de máscaras. O governador Bill Lee descartou um mandato estadual, mas permitiu que cidades e condados individuais implementassem mandatos de máscaras, desde que não restringissem seu uso em locais de culto ou ao ar livre quando o distanciamento social fosse possível. Vários condados, incluindo a cidade de Nashville, promulgaram mandatos. Lee posteriormente assinou um projeto de lei proibindo mandatos de máscaras por todos os governos locais e distritos escolares em 10 de novembro de 2021. |
| Texas              | 5 de julho de 2020     | 10 de março de 2021     | O mandato de máscaras do Texas expirou. O governador Greg Abbott emitiu pronunciamentos e ordens para impedir que condados instituíssem ordens para multar indivíduos por não usarem máscaras em público. No entanto, em meados de junho de 2020, Abbott começou a flexibilizar sua posição e passou a permitir leis locais exigindo o uso de máscaras por clientes e funcionários de empresas (considerando isso não diferente de lojas exigirem que clientes usem camisas e sapatos). Em 2 de julho de 2020, Abbott mandou máscaras em qualquer condado com pelo menos 20 casos confirmados. O mandato expirou em 10 de março de 2021. Abbott posteriormente proibiu agências locais de impor mandatos de máscaras a partir de 18 de maio de 2021, e escolas de exigir que máscaras sejam usadas por estudantes e professores, a partir de 5 de junho de 2021. |
| Utah               | 9 de novembro de 2020  | 10 de abril de 2021     | O mandato de máscaras de Utah expirou. - Exigido para funcionários voltados ao público desde 2 de maio de 2020. - Foram exigidas nas escolas desde o início do semestre 2020-21. |
| Vermont            | 1 de agosto de 2020    | 15 de junho de 2021     | O mandato de máscaras de Vermont expirou. Em 27 de abril de 2020, o governador Phil Scott afirmou que não havia planos para introduzir um mandato formal, citando a conformidade voluntária com as recomendações do CDC pelos residentes. Scott anunciou posteriormente um mandato em 24 de julho de 2020, como medida de precaução, citando preocupações com o aumento de casos em outras partes do país (já que o estado tem o menor número de casos per capita em todo o país). |
| Virgínia           | 30 de maio de 2020     | 15 de maio de 2021      | O mandato de máscaras da Virgínia expirou. |
| Washington         | 8 de junho de 2020     | 12 de março de 2022     | Exigido em qualquer espaço público interno em todo o estado e ao ar livre quando o distanciamento social não é possível. - Exigido para funcionários voltados ao público desde 8 de junho. - Desde 26 de junho, a violação do mandato de máscaras é punível com uma contravenção, multa de US$ 1.000 e 90 dias de prisão. - Desde 7 de julho, as empresas são legalmente obrigadas a negar serviço a qualquer cliente que não use máscara, punível com multas, contravenção e fechamento do negócio. Esta ordem se aplica no Condado de Yakima desde 26 de junho. - Em 11 de maio, o Condado de King (que inclui a área metropolitana de Seattle) promulgou uma diretiva recomendando que os residentes usem coberturas faciais em ambientes públicos quando o distanciamento social apropriado não é possível. Esta diretiva é "fortemente exigida", mas não está sendo aplicada como lei. - Em julho de 2020, a Freedom Foundation entrou com uma ação judicial desafiando o requisito de máscaras do estado. - Em 28 de fevereiro de 2022, o governador Jay Inslee revogou o mandato de máscaras com efeito a partir de 12 de março. |
| Virgínia Ocidental | 6 de julho de 2020     | 20 de junho de 2021     | O mandato de máscaras da Virgínia Ocidental expirou. |
| Wisconsin          | 1 de agosto de 2020    | 1 de abril de 2021      | O mandato de máscaras de Wisconsin expirou. |
| Wyoming            | 9 de dezembro de 2020  | 16 de março de 2021     | O mandato de máscaras de Wyoming expirou. |